# 東京工業大学の人物一覧
東京工業大学の人物一覧（とうきょうこうぎょうだいがくのじんぶついちらん）は、東京工業大学に関係する人物の一覧記事。（※数多くの卒業生・関係者が存在するためウィキペディア日本語版内に既に記事が存在する人物のみを記載する（創立者・総長・名誉教授・公職者等は除く）。
※氏名の後の括弧内に大学との関係を示す（高工：高等工業以前の卒、卒：大学卒、修：修士課程修了、博：博士課程修了または単位取得、特：旧制特別研究生修了、専：旧制大学専門部等卒、養：工業教員養成所卒、研：研究生、論：論文博士、教：教員）

## 栄誉教授
出典:http://www.somuka.titech.ac.jp/reiki_int/reiki_honbun/x385RG00000131.html
注）括弧内の年月日は称号授与日。
- 末松安晴　(2011.7.21) 電子工学
- 安藤恒也　(2011.7.21)　物理学
- 宗宮重行　(2011.7.21)　材料工学
- 田中郁三　(2011.7.21)　化学
- 辻　二郎　(2011.7.21)　化学
- 木村　孟　(2012.7.20)　土木工学
- 髙柳邦夫　(2012.7.20)　物理学
- 向山光昭　(2012.7.20)　化学
- 大隅良典　(2014.5.9)　生物学
- 山本明夫　(2014.11.28)　化学
- 古井貞熙　(2017.11.21)　情報工学
- 細野秀雄　(2019.4.1)　材料工学
- 鈴木啓介　(2020.4.1)　化学／学士院会員
- 伊賀健一　(2022.11.25)　電子工学

## 政治・行政
- 堀江正三郎（1889高工）衆議院議員、茨城鉄道社長。
- 羽室庸之助（1890高工）衆議院議員、住友製鋼所副支配人。
- 出口直吉（1892工）衆議院議員、鶴嶺村長。
- 岩本熊雄（1893高工）鉄道省元北海道鉄道管理局旭川工場長。
- 大石鍈吉（1893高工）海軍省海軍艦政本部海軍技術研究所研究部長（初代）。
- 秋保安治（1896養）東京科学博物館長、文部省督学官。
- 苫米地義三（1903高工）内閣官房長官（第3代）、運輸大臣（第8代）。
- 大野一造（高工）衆議院議員、刈谷町長、全国道府県議会議長会議議長、刈谷市名誉市民。
- 登坂又蔵（1905高工）米沢市長、山形県会議長。
- 江部順治（1906高工）衆議院議員、小山町長。
- 国井喜太郎（1907高工）商工省工芸指導所初代所長、大日本工芸会理事長。漆工功労者。
- 永瀬寅吉（1909高工）貴族院議員、川口商工会議所会頭。
- 貝塚栄之助（1910高工）桑名市長、高岳製作所社長。
- 堀内貞（1910高工）宮内技師兼帝室林野局技師。
- 周徳鴻（1911高工）中華民国交通部技正、塘沽新港工程局長。
- 板垣只二（1911高工）朝鮮総督府木浦府尹、弁護士。
- 蘇体仁（高工）華北政務委員会内務庁長、山西省長。
- 羅景錫（1914高工）独立運動家、東亜日報客員記者。
- 小林英三（1917高工）厚生大臣（第28代）、国際重工業元社長。
- 橋本彦七（1919高工）第2･4代水俣市長、元日本特殊化成社長。
- 篠原昌三（1922高工）関東管区警察局通信部長、大亜工業副社長。
- 鹿島透（1923養）衆議院議員、宮崎県教育委員長。
- 長谷長次（1926高工）衆議院議員、弁護士。
- 岡本三良助（1928高工）元滋賀県知事、元秋田県警察部長、元興亜院書記官。
- 小林清周（1934卒）元建設省近畿地方建設局営繕部長、元大阪工業大学教授。日本建築学会賞。
- 井上啓次郎（1936卒54論）科学技術事務次官（第4代）、日本科学技術連盟元理事長。
- 林雄二郎（1940卒教）経済企画庁経済研究所元所長、東京工業大学元教授、日本未来学会元会長。
- 石井忠重（1941高工）厚木市長。厚木市名誉市民。
- 伊原義徳（1947卒）科学技術事務次官（第9代）、日本原子力研究所理事長、日本原子力学会会長。
- 栗原勝（1947卒）元浜松市長、元全国市長会会長。
- 牧村信之（1948卒）科学技術庁原子力安全局長、海洋科学技術センター理事長、原子力安全技術センター理事長。
- 赤羽信久（1953卒）科学審議官、新技術開発事業団理事長。
- 大村平（1953卒）航空幕僚長（第18代）。
- 池上徹彦（1963卒65修68博）文部科学省宇宙開発委員会委員長、会津大学学長、NTTアドバンステクノロジ社長。
- 山下力（1965退）奈良県議会議員、奈良県部落解放同盟支部連合会理事長。
- 石見利勝（1973博）姫路市長、立命館大学教授、元建設省建築研究所主任研究員。
- 菅直人（1970卒）内閣総理大臣、民主党代表、厚生大臣、国家戦略担当大臣、財務大臣。
- 曽小川久貴（1971卒）国土交通省下水道部長、日本下水道事業団理事長、日本下水道協会理事長。
- 横尾和伸（卒）元参議院議員、元厚生省企画官。
- 森正幸（1972卒）元特許庁審判部審判長、元世界知的所有権機関(WIPO) PCT参与、元大阪工業大学教授。
- 本保芳明（1972卒74修）観光庁長官（初代）、国連世界観光機関アジア太平洋センター代表、東武トップツアーズ会長。
- 久間和生（1972卒77博）国立研究開発法人農業・食品産業技術総合研究機構理事長、レーザー学会会長、日本工学アカデミー副会長。
- 宇多高明（1973修83論）土木研究センターなぎさ総合研究所所長、日本地形学連合元会長。
- 清宮理（1973修84論）元運輸省港湾技術研究所構造強度研究室長、早稲田大学名誉教授。
- 井戸清人（1973卒）財務省国際局長、日本銀行理事、国際経済研究所副理事長。
- 斉藤親（1973卒）国土交通省大臣官房技術審議官、練馬区参与、仙台市助役。
- 丸山剛司（1973卒75修）内閣官房宇宙開発戦略本部事務局長代理、文部科学省科学技術・学術政策局長、東京工業大学副学長。
- 斉藤鉄夫（1974卒76修85論）国土交通大臣、環境大臣、公明党代表、元清水建設技術研究所研究員。
- 寺崎明（1974卒76修）総務審議官、NTTドコモ副社長、情報通信振興会理事長。
- 山本忠通（1974卒）国連事務総長特別代表、国連事務次長、国連アフガニスタン支援ミッション代表。
- 津田慎悟（1975卒）駐カタール特命全権大使、丸紅情報システムズ社長。
- 佐藤直良（1975卒77修）国土交通事務次官（第13代）、先端建設技術センター理事長。
- 足立正則（1976卒）飯山市長、全国積雪寒冷地帯振興協議会副会長。
- 西川和廣（1976卒78修）元国土交通省国土技術政策総合研究所長、土木研究所理事長、元土木研究センター理事長。
- 吉川勝秀（1976修）元国土交通省国土技術政策総合研究所環境研究部長、元慶應義塾大学教授、元京都大学特任教授。
- 久保田誠之（1977卒79修）総務省大臣官房総括審議官、早稲田大学教授、電波技術協会理事長。
- 糸井川栄一（1978卒80修90論）建設省建築研究所主任研究員、筑波大学名誉教授。地域安全学会会長。
- 土井一成 (1978卒80修) 元横浜市水道局長、神奈川県内広域水道企業団副企業長。
- 石渡廣一（1979卒81修）都市再生機構副理事長、日本総合住生活社長、東京都市大学客員教授。
- 浅羽義里（1980卒）元神奈川県副知事、元神奈川県住宅供給公社理事長、神奈川県内広域水道企業団企業長。
- 雨宮宏司（1980卒）農林水産省農林水産技術会議事務局長、農林水産省大臣官房生産振興審議官、日本農業機械化協会会長。
- 笠原勤（1981卒）国土交通省中国地方整備局副局長、春日部市副市長、富山ライトレール副社長、筑波大学客員教授。
- 北村匡（1981卒）国土交通省水資源部長、内閣官房水循環政策本部事務局長、共和コンクリート工業副社長、応用生態工学会幹事長。
- 小林清（1981卒） 東京都主税局長、建設資源広域利用センター社長、明治大学教授。
- 藤田光一（1981卒83修93論）国土交通省国土技術政策総合研究所所長、土木研究所理事長、河川財団河川総合研究所所長。
- 中村健一（1981修）国土交通省大臣官房技術参事官、国土交通大学校副校長、佐賀県交通政策部長。
- 更田豊志（1982卒87博）原子力規制委員会委員長（第2代）。ASMインターナショナルクロール賞。
- 廣瀬隆正（1982卒）国土交通省大臣官房技術審議官、富山市副市長、筑波大学客員教授。
- 三宅光一（1982卒84修）国土交通省国土技術政策総合研究所副所長、ミャンマー運輸省運輸交通政策アドバイザー。
- 渡邊宏（1982卒84修）経済産業省大臣官房技術総括審議官。
- パイリン・チューチョーターウォン （1982修85博）タイ石油公社総裁、タイ運輸省副大臣。
- 深澤良信（1982修）国際連合人間居住計画上級人間居住専門官。
- 海野修司（卒）徳島県副知事、国土交通省中部地方整備局副局長。
- 宇野公子（1982博）国際連合工業開発機関ジュネーブ事務所長、国際連合食糧農業機関カンボジア事務所長、東京外国語大学教授。
- 栗山善昭（1983卒01論）海上・港湾・航空技術研究所理事長、港湾空港技術研究所長。
- 鈴木弘之（1983卒85修）国土交通省国土技術政策総合研究所副所長、国土交通省九州地方整備局長。
- 田中秀明（1983卒85修）財務省財務総合政策研究所総括主任研究官、内閣府行政刷新会議参事官、明治大学教授。
- 河野俊郎（1984卒）国土交通省中国地方整備局副局長、調布市副市長、調布市土地開発公社理事長。
- 小俣篤（1984卒）国土交通省国土技術政策総合研究所所長、国土交通省北陸地方整備局長。
- 池田潤（1984修）財務省東北財務局長、内閣官房内閣審議官兼アイヌ総合政策室長。
- 室田哲男（1984修）広島市副市長、元消防庁国民保護・防災部長、危険物保安技術協会理事長。
- 丹羽厚詞（卒）尾西市長、二和運輸社長。
- 齊藤栄（1985卒88修）熱海市長、元参議院議員政策担当秘書。
- 五十嵐崇博（1985修）国土交通省水資源部長、内閣官房水循環政策本部事務局長、応用地質副社長。
- 稲垣久生（1985修）駐トンガ大使、シアトル総領事。
- 藤末健三（1986卒99博）参議院議員、元総務副大臣、清華大学顧問客員教授。
- 川崎茂信（1986修）元国土地理院長、元国土交通省中国地方整備局長。
- 山崎俊巳（1986修）元総務省大臣官房総括審議官、元内閣官房内閣審議官、まち・ひと・しごと創生本部事務局次長。
- 田口康（1986退）文部科学省国際統括官、元日本原子力研究開発機構副理事長。
- 澁谷慎一（1987卒）国土交通省国土交通大学校副校長、多摩川流域協議会会長。
- 浅輪宇充（1987修）国土交通省港湾局長、国土交通省大臣官房技術総括審議官、京都大客員教授。
- 平井節生（1987修）国土交通省国土交通大学校副校長、名古屋高速道路公社副理事長、セントラルコンサルタント副社長。
- 岡村直子（1988卒90修）文部科学省国際統括官、日本ユネスコ国内委員会事務総長。
- 櫻澤健一（1988卒）警察庁警備局長、元内閣情報調査室内閣審議官。
- 是澤優（1988修）国際連合人間居住計画アジア太平洋事務所長。
- 金子修一（1990修）原子力規制庁次長、原子力安全人材育成センター所長。
- 瀬戸隆一（1991修）元衆議院議員、元内閣府企画官、元岩手県警察本部警務部長。
- 三橋さゆり（1991修）国土交通省水資源部長、内閣官房水循環政策本部事務局長、市原市副市長。ダムカード発案者。
- 大野敬太郎（1991卒93修）内閣府副大臣、元防衛大臣政務官。
- 植村貴昭（1992卒00修）元特許庁審査官、弁理士、ポラリス知財コンサルティング代表取締役。
- 平林晃（1993卒95修99論）衆議院議員。元立命館大学教授。元スイス連邦工科大学ローザンヌ校招聘教授。
- 宮川伸（1994卒99博）衆議院議員、リボミック社長。
- 杉山智之（1996博）原子力規制委員会委員、日本原子力研究開発機構安全研究センター副センター長。
- 川谷洋史（卒）富田林市議会議長。株式会社コレット創業者。
- 三浦信祐（2003論）参議院議員、元防衛大学校准教授。
- 猪瀬直樹（2006教）東京都知事（第18代）、作家。
- 中西穂高（2010博）高知県副知事、内閣官房内閣参事官、東京工業大学教授。
- ジュリア・ネシェワット（2014博）アメリカ合衆国大統領補佐官、元フロリダ州最高レジリエンス責任者。ブロンズスターメダル受章。

## 経済
- 江田鎌治郎（高工）大蔵省醸造試験所。江田醸造研究所（後の江田醸造株式会社）を設立。「速醸もと」の発明者。紫綬褒章。
- 山崎久太郎（1887高工）官営八幡製鉄所に先立ち、日本で最初の民間平炉を創設。製鋼のパイオニア技術者。実業家。
- 飛鳥井孝太郎（1890高工）ノリタケカンパニーリミテド創業者、鳴海製陶創業者。元同志社教授。
- 浜田彪（1891年高工）三菱造船（現三菱重工業）元会長、長崎造船所元所長。
- 山口武彦（1891高工）アズビル創業者、日本酸素ホールディングス創業者、日本精工創業者。
- 笹村吉郎（1892年高工）新潟鐵工所元社長・会長、日本におけるディーゼル機関開発の先駆者。
- 橋本卯太郎（1894高工）大日本麦酒（現・サッポロビール）元常務、酵母技師。橋本龍太郎元首相の祖父。
- 橋本増治郎（1895高工）快進社（現・日産自動車）創業者。小松鉄工所（現小松製作所）初代所長。日本自動車殿堂。
- 相馬半治（1896高工）明治製菓創立者・元会長、東京高等工業学校元教授。
- 山田三次郎（1897高工）旭硝子（現AGC）元会長、日本化成工業（現三菱ケミカル）元社長。大久保利通の甥。
- 百木三郎（1899高工）東洋陶器（現TOTO）元社長。
- 小林豊造（1899高工）日本ダイヤモンド創業者。文芸評論家小林秀雄の父。
- 松江春次（1899高工）南洋興発創業者・元社長（初代）、海軍省元顧問。砂糖王（シュガーキング）。
- 龍野右忠（高工）タツノ創業者、元東京府会議員。
- 豊川順彌（高工中退）白楊社創業者、中島飛行機元顧問。自動車工学の先駆者。
- 大野政吉（1906高工）旭硝子（現AGC）元社長、窯業協会元会長、化学工業統制会設立委員、日本セラミックス協会名誉会員。
- 江副孫右衛門（1909高工）東洋陶器（現TOTO）元社長・会長、日本特殊陶業初代社長、日本ガイシ元社長、元有田町長。
- 西川秋次（1909高工）豊田紡織廠元専務取締役。豊田佐吉大番頭。
- 深尾淳二（1909高工）三菱重工元常務取締役。零戦や九六式陸攻をはじめとする、戦時下の日本の主力戦闘機に搭載されたエンジン「金星」の開発主導者。
- 石川等（1910高工）日本カーボン創業者・初代社長、電気化学協会元会長、炭素協会初代会長。
- 佐野隆一（1910高工）鉄興社（現東北東ソー化学）創業者・元社長。佐野美術館設立者・元理事長。電気化学協会元会長。日本ソーダ工業会名誉会長。紫綬褒章。
- 野澤一郎（1910高工）巴コーポレーション創業者。ダイヤモンドトラスを発明。紫綬褒章。
- 早坂力（1910高工）池貝鉄工所社長、日本産業協会理事、石川島播磨重工業顧問。藍綬褒章。仏国レジオンドヌール勲章。
- 小原甚八（1911高工）小原光学硝子製造所（現・オハラ）創業者。
- 数原三郎（1911高工）三菱鉛筆元会長。
- 柴田勝太郎（高工教）東洋高圧工業元社長、有機合成化学協会元会長、安全工学協会元会長。
- 伊奈長三郎（1912高工）伊奈製陶（INAXを経て、現在のLIXIL）創業者・元社長・会長、初代常滑市長。
- 宮川竹馬（1912高工）四国電力元社長（初代）、日本発送電元事務局長。
- 新田愛祐（1913高工）新田ベニヤ工業元社長、日本皮革工聯元理事長。
- 蒔田鉄司（1913高工） 日本内燃機（現在の日産工機）創業者。95式軍用四輪駆動車、トヨタAK10四輪駆動車などの設計者であり、自動車工学の先駆者。
- 菅隆俊（1914高工）豊田工機元社長。トヨタ自動車本社工場設計責任者。紫綬褒章。
- 鮎川武雄（1917高工）東洋陶器（現TOTO）元社長・会長、北九州商工会議所元会頭。
- 石毛郁治（1917高工）三井化学工業元社長。
- 中安閑一（1918高工）宇部興産元社長・会長。日本のセメント王。藍綬褒章。
- 吉本熊夫（1919高工）日本ガイシ元社長、愛知県経営者協会元会長。
- 土光敏夫（1920高工）東芝元社長、石川島播磨重工業元社長、経団連元会長、第二次臨時行政調査会元会長、日本科学技術連盟元会長。
- 大久保謙（1921高工）三菱電機元社長、日本電機工業会元会長、日本兵器工業会元会長、日本電子機械工業会元会長。
- 高柳健次郎（1921高工）日本ビクター元副社長、浜松高等工業学校元助教授。テレビの父。文化勲章。
- 本間嘉平（1922高工）大成建設元社長。
- 尾見半左右（1923高工73論）富士通研究所元社長、電気通信学会元会長、情報処理学会元会長。IEEEファウンダーズメダル。
- 倉田元治（1925高工）旭硝子（現AGC）元社長、日本ソーダ工業会元会長。記念して日本セラミックス協会倉田元治賞創設。
- 田中勇（1925高工）伊豆急行元社長、東亜国内航空元社長、東京急行電鉄元副社長。
- 白澤富一郎（1926高工）日本原子力発電元社長・会長、日本原子力産業会議元副会長。
- 岩岡次郎（1927高工）アイシン精機元社長。トヨタグループの部品製造事業を確立。藍綬褒章。
- 鈴木俊雄（1928高工）日本ガイシ元会長、中部経済連合会元会長、中部経済同友会元代表幹事。
- 森章（1928高工）沖電気工業元社長。
- 日野原保（1929高工）京浜急行電鉄元副社長、東京電機元会長。国内初のCTC（列車集中制御装置）導入を指揮した鉄道技術者。
- 仲森清（1930卒）積水化学工業元代表取締役。藍綬褒章。
- 中山一郎（1930卒33卒）日本軽金属元社長、軽金属学会元会長、日本アルミニウム連盟元会長。
- 川崎京市（1932卒50論）日本合成ゴム元社長・会長、化学工学協会元会長、日本工学アカデミー元副会長。
- 出川雄二郎（1933卒43論教）日電東芝情報システム元社長、情報処理学会元会長。紫綬褒章。
- 山崎貞一（1935卒）東京電気化学工業（現TDK）元社長・会長、科学技術庁元参与。記念して山崎貞一賞が創設された。
- 菅寿雄（1936卒）セントラル硝子元常務、菅直人首相の父。
- 田中次郎（1939卒）航空機・自動車技術者。立川飛行機、陸軍航空技術研究所、プリンス自動車工業を経て、日産自動車専務、日産ディーゼル工業副社長を歴任。2008年、日本自動車殿堂入り。
- 山崎六哉（1941卒）シチズン時計元社長。
- 大和田国男（1943卒80論）不二越元社長、日本プラントメンテナンス協会元会長。
- 鈴木哲夫（1943養）HOYA中興の祖・名誉会長、ニューガラスフォーラム元会長。
- 中島平太郎（1944卒）アイワ元社長、ソニー元常務。CD開発者、CDの父。紫綬褒章。
- 稲葉興作（1946卒）石川島播磨重工業元社長・会長、日本商工会議所元会頭、日本航空宇宙工業会元会長、中東調査会元理事長、日本会議元会長。
- 池田敏雄（1946卒）富士通元専務。コンピュータの国産化。恩賜発明賞、紫綬褒章。
- 浅野康介（1947卒）日本軽金属元社長。
- 古賀義根（1947卒）東洋陶器（現TOTO）元社長、日本セラミックス協会元会長、九州・山口経済連合会元副会長、北九州商工会議所元会頭。
- 戸田一夫（1947卒）北海道電力元社長・会長、北海道経済連合会元会長。
- 岡本佐四郎（1948卒）帝人元社長・会長、日本化学繊維協会元会長。化学工学会賞技術賞。
- 中込雪男（1949卒）DDI元副社長、国際ケーブル・シップ元社長、DDI研究所元所長、テレビジョン学会元会長。紫綬褒章。
- 平松一朗（1949卒）京浜急行電鉄元社長・会長、横浜新都市センター元社長、横浜ポルタ会元会長、日本民営鉄道協会元会長。
- 中塚武司（1951卒）車体工業元社長、いすゞ自動車元理事。自動車技術者。日本初の空気ばねの開発者。日本自動車殿堂。
- 盛田正明（1951卒）ソニー生命保険元社長兼会長、日本テニス協会元会長。
- 服部正（1951卒）構造計画研究所創業者、日本ソフトウェア産業振興協会元会長。構造エンジニア。
- 猪俣宇吉（1952卒）北越製紙元社長・会長
- 小柳俊一（1952卒61論）信越化学工業元副社長、信越半導体元社長、電気化学協会元会長。紫綬褒章。
- 高橋和平（1952修）日本フエルト元社長・会長。
- 原範行（1953卒） ホテルニューグランド元会長兼社長、横浜グランドインターコンチネンタルホテル元会長、日本ホテル協会元会長。
- 古川昌彦（1953卒） 三菱化学元会長、経団連元副会長、化学工学会元会長、石油化学工業協会元会長、蔵前工業会元理事長。
- 水野幸男（1953卒）日本電気元副社長、情報処理学会元会長、日本オペレーションズ・リサーチ学会元会長。藍綬褒章。
- 米山高範（1953卒）コニカ（現コニカミノルタ）元社長・会長、日本科学技術連盟元理事長、日本品質管理学会元会長。
- 増田祐孝（1954卒）日本軽金属元社長。
- 田中實（1955卒）日新製鋼元会長兼社長、新日本製鐵元副社長、日本機械学会元会長、日本人初ISSF（国際ステンレススチールフォーラム）会長。
- 土橋健夫（1958卒）日清エンジニアリング社長、日本粉体工業技術協会会長、粉体工学情報センター理事長。
- 正野寛治（1959卒）三菱化学元社長・会長、化学工学会元会長、石油化学工業協会元会長。
- 庄山悦彦（1959卒）日立製作所元社長・会長、日本経団連元副会長、発明協会元会長。
- 富野壽（1959卒）構造計画研究所元社長。
- 西尾清光（1959卒）千代田化工建設元社長、日本プロジェクトマネジメント協会元会長。
- 伊奈輝三（1960卒）INAX（現在のLIXIL）元社長・会長、日本セラミックス協会元会長。
- 鈴木正一郎（1961卒）王子製紙元社長・会長、日本経団連評議員会副議長、日本製紙連合会会長。
- 稲生武（1962卒）いすゞ自動車元社長・会長。
- 滝久雄（1963卒）ぐるなび創業者・会長、日本交通文化協会理事長、文化功労者。
- 土井利忠（1964卒）ソニーコンピュータサイエンス研究所元社長。『AIBO』や『QRIO』の開発で知られる。
- 有村國孝（1964博）アリムラ技研元代表取締役。ICカード発明者。
- 鎌田信夫（1964修72博）ソリトンシステムズ創業者・社長。
- 土屋隆（1965卒）東ソー社長・会長、化学工学会会長。
- 稲葉清右衛門（1965論）ファナック名誉会長、精密工学会元会長。
- 深谷紘一（1966卒）デンソー元社長・会長。
- 石田義雄（1967卒）JR東日本元副会長、国際鉄道連合元会長、日本鉄道運転協会元会長。
- 杉山尚志（1967卒）RVH創業者。日本半導体ベンチャー協会元副会長。
- 橋本孝久（1967卒）ジャパンディスプレイ元会長、元IBMディスプレイ事業部部長兼日本アイ・ビー・エム取締役。
- 大前研一（1967修）マッキンゼー・アンド・カンパニー元日本支社長、カリフォルニア大学ロサンゼルス校元教授、経営コンサルタント。
- 関誠夫（1968卒70修）千代田化工建設元社長・会長、エンジニアリング振興協会元理事長、日本プロジェクトマネジメント協会元会長。
- 田中三彦（1968卒）日立製作所における福島第一原子力発電所4号機の原子炉圧力容器の設計者。翻訳家。
- 久保征一郎（1969卒）ぐるなび元社長。
- 鈴木登夫（1969卒）日立物流社長、電気学会元副会長。
- 小野昌朗（1970卒）東京アールアンドデー名誉会長・元社長。レーシングカーデザイナー。
- 中嶋成博（1971卒73修）富士フイルムホールディングス元社長、日本化学工業協会元副会長。
- 山下徹（1971卒） NTTデータ元社長、内閣府公益認定等委員会委員長。
- 山田藤男（1971卒） カルピス元社長。
- 松木伸男（1971卒73修）MKSパートナーズ設立者・元社長、福助元会長、東京工業大学元特任教授。日本における投資ファンドビジネスの先駆け。
- 渡辺登（1971卒）太陽工機創業者・元社長・会長。世界初の内面研削盤を開発。
- 伊奈啓一郎（1972卒74修）LIXILグループ取締役。
- 宇田川憲一（1972卒）東ソー社長、電気化学会会長、相模中央化学研究所理事長。
- 竹内敬三（1972卒）鹿島石油元社長、芝浦工業大学教授、石油コンビナート高度統合運営技術研究組合元理事長。
- 藤沼彰久（1972卒74修）野村総合研究所社長・会長。
- 飯塚久夫（1972修13教）NECビッグローブ元社長、NTTラーニングシステムズ元社長、東京工業大学副学長。
- 稲葉善治（1973卒）ファナック会長兼CEO、日本ロボット工業会会長。藍綬褒章。
- 井原勝美（1973卒）ソニーフィナンシャルホールディングス社長・会長、ソニー生命保険社長・会長。
- 五島哲（1973卒）東急建設元社長、日本実業団陸上競技連合元会長。
- 島津英樹（1973卒）スカラ共同創業者・元社長。
- 辻村清行（1973卒75修07博）NTTドコモ設立メンバー・元副社長、東京工業大学特任教授、早稲田大学客員教授、東京大学客員教授。
- 利根廣貞（1973卒）富士通フロンテック元社長、富士通元常任顧問。
- 今井光雄（1974卒）日立電線元社長、ネットワンシステムズ取締役、国際超電導産業技術研究センター元理事。
- 押味至一（1974卒）鹿島建設社長、ロングライフビル推進協会会長、日本建設業連合会副会長。
- 金井誠太（1974卒）マツダ会長。公益財団法人マツダ財団理事長。在広島メキシコ合衆国名誉領事。
- 菊池昇（1974卒）豊田中央研究所所長、トヨタ自動車技監、ミシガン大学Roger L. McCarthy名誉教授、全米技術アカデミー外国人会員。
- 佐藤佳孝（1974卒）北海道電力社長・会長、電気事業連合会元副会長。
- 前田泰生（1974卒）電源開発元会長。
- 吉野公一郎（1974修）カルナバイオサイエンス設立者・社長。
- 久保田裕二（1975卒91論）東芝元首席技監、日本機械学会元関東支部長。
- 古関義幸（1975卒93論）ビッグローブ元社長。
- 幸後和壽（1975卒）トクヤマ元社長・会長。
- 渡邉文夫（1975卒80博）KDDI総合研究所元会長、東京工業大学元特定教授。文部科学大臣表彰科学技術賞、前島密賞。
- 畑村耕一（1975修）畑村エンジン開発事務所主宰、エンジンコンサルタント。
- 遠藤信博（1976卒81博）NEC社長、日本経団連副会長、経済同友会副代表幹事、情報処理推進機構産業サイバーセキュリティセンター長。
- 佐相秀幸（1976卒11博）富士通研究所元社長・会長、富士通元副社長CTO兼CMO、戦略的イノベーション創造プログラムプログラムディレクター。
- 津田純嗣（1976卒）安川電機元会長兼社長、国際ロボット連盟会長、日本ロボット工業会元会長。
- 山村雅之（1976卒78修）NTT東日本元社長、電気通信協会会長。
- 戸名厚（1976卒）カンロ元社長、日本食品化工元社長、日本スターチ・糖化工業会元会長。
- 江島清（1976修）Delta-Fly Pharma創業者・社長、徳島大学客員教授。
- 中尾正文（1976修）旭化成副社長。
- 橋本眞幸（1976修）SUMCO会長兼CEO兼議長、三菱マテリアル元副社長。
- 松崎正年（1976修）コニカミノルタ元社長、LIXILグループ取締役会議長、ビジネス機械・情報システム産業協会会長、日本取締役協会副会長。
- 鳩山由紀夫（1976教）
- 吉田昌郎（1977卒79修）東京電力福島第一原子力発電所所長。フクシマ50の指揮官。原子核工学専攻。
- 小林正生（1977修93論）IHI元技監、日本機械学会元副会長。
- 西野壽一（1978卒80修87論）三菱日立パワーシステムズ会長、日立金属元会長、日立製作所副社長。
- 萩本和男（1978卒80修）NTTエレクトロニクス元社長。紫綬褒章、産学官連携功労者表彰内閣総理大臣賞。
- 八剱洋一郎（1978卒）SAPジャパン元社長、AT&T元アジア太平洋地域プレジデント、ウィルコム元社長、電気通信事業者協会元副会長。
- 近藤晴貞（1978修）西松建設社長・会長、全国建設業協会会長、東京建設業協会元会長。
- 内山力（1979卒）MCシステム研究所代表取締役、経営コンサルタント。
- 山中康司（1979卒）デンソー副社長。
- 曽禰寛純（1979修）アズビル元会長兼社長、計測自動制御学会元会長、日本電気制御機器工業会元会長。
- 田村良明（1979修）旭硝子（現AGC）元代表取締役、DIC取締役、川崎重工業取締役、大日本印刷取締役。
- 細矢雅弘（1979修）東芝研究開発センターの主席技監。紫綬褒章。カールソン賞。
- 半沢正利（1979博80教）三菱アルミニウム元社長、日本アルミニウム協会元副会長。
- 大島卓（1980卒）日本ガイシ社長、中部経済連合会副会長。
- 梶並伸博（1980卒）ベクターホールディングス創業者・社長。
- 坂本秀行（1980卒）日産自動車副社長、ジヤトコ会長、愛知機械工業会長、日産自動車九州会長、自動車技術会会長、日本自動車研究所理事長。
- 上野裕明（1981卒83修92論）田辺三菱製薬社長、日本製薬工業協会会長。
- 御子神隆（1981修）三菱ロジスネクスト元社長CEO、日本産業車両協会会長、三菱重工相模原ダイナボアーズ元部長。
- 岩田聡（1982卒）任天堂社長。
- 伊藤善計（1983卒）クノール食品元社長、川崎工業振興倶楽部元会長。
- 北野嘉久（1982修）JFEスチール社長、日本鉄鋼連盟会長。
- 藁谷篤邦（1983卒）ホンダ エアロInc.,社長。本田技術研究所取締役執行役員、航空機エンジンR&Dセンター長。HondaJetのジェットエンジン開発者。
- 小木曽聡（1983卒）日野自動車社長、トヨタ自動車専務。トヨタ・プリウス ZVW30・トヨタ・アクア開発責任者。
- 嶋本達嗣（1983卒）博報堂生活総合研究所所長、小説家。日本ファンタジーノベル大賞。
- 杉田浩章（1983卒）ボストン・コンサルティング・グループ元日本代表、早稲田大学教授。
- 田中章雄（1983卒）ブランド総合研究所創業者・社長。ギネスワールドレコーズ地域活性化副委員長。
- 長谷川純一（1983卒）アマゾンジャパン元社長、ピープルソフトジャパン設立者。
- 菅野寛（1983修）ボストン・コンサルティング・グループ元パートナー&マネージング・ディレクター、早稲田大学ビジネス・ファイナンス研究センター所長・教授。
- 中井雅人（1984卒86修）じぶん銀行創業者・初代社長。
- 伊藤公二（1984修）住友不動産販売社長、不動産流通経営協会理事長。
- 成毛康雄（1984博）キオクシアホールディングス社長兼キオクシア社長。
- 鮫島正洋（1985卒）弁護士、弁理士。『下町ロケット』の神谷弁護士のモデル。
- 久米正（1986卒）日立GEニュークリア・エナジー社長。
- 小日山功（1987卒89修）三井情報社長。
- 大橋弘美（1987修07博）古河電気工業シニア・フェロー、電子情報通信学会エレクトロニクスソサイエティ元会長、日本学術会議会員。
- 小早川智明（1988卒）東京電力ホールディングス社長。恩賜発明賞。
- 時田隆仁（1988卒）富士通社長、日本経団連審議員会副議長。
- 西谷浩司（1990修）本間ゴルフ元社長、湯快リゾート社長。
- 小林正興（1991修）テックファーム創業者・元社長、元アバントグループCIO&CTO。
- 藤田健治（1992卒）ビープラッツ創業者・社長、自主制作コンテンツ出版管理機構元代表取締役。
- 森重かをり（1993修）ルピシア社長。
- 猪塚武（1993修）デジタルフォレスト設立者。キリロム工科大学理事長。楽天エンパワーメント賞、経済界グローバルチャレンジ賞。
- 手塚正純（1993修） エキサイト元社長。
- 佐藤弘志（1995修）ブックオフコーポレーション元社長、文教堂グループホールディングス副社長。
- 濱野賢一朗（卒）リナックスアカデミー特別顧問、日本OSS貢献者賞実行委員長、ITコンサルタント。
- 綾部貴淑（1996卒）KIYOラーニング創業者・社長、日本eラーニングコンソシアム理事。
- 辻秀典（1996卒）情報技研創業者・社長、情報セキュリティ大学院大学客員教授。
- 鈴木史朗（1996修）ネットプロテクションズホールディングス共同創業者・CTO。
- 髙柳大（1996博）味の素バイオ・ファイン研究所長、日本学術会議会員。
- 川田篤（1997卒）オロ創業者・社長。
- 船曳睦雄（1998卒）フレッシュネス元社長、ワイズテーブルコーポレーション社長。
- 杉島泰斗（卒）トレノケートホールディングス社長。
- 佐山展生（1999博）インテグラル創業者・元代表取締役、スカイマーク会長、一橋大学教授。
- 藤代真一（1999修）シンクロ・フード創業者・社長。
- 髙尾正樹（2004卒）日本環境設計創業者・社長。
- 浜本階生（2005卒）スマートニュース共同創業者・社長。Forbes日本の起業家ランキング1位。
- 椎橋章夫（2006博）JR東日本メカトロニクス社長。Suica開発者。
- 石山洸（2006修）エクサウィザーズ社長。Forbes日本の起業家ランキング2位。
- 程涛（2007卒）スイカゲームの開発者、issin株式会社代表取締役。
- 中村真広（2007卒09修）ツクルバ共同創業者・元CCO。
- 芝辻幹也（2007卒09修）フーモア創業者・社長。
- 野村達雄（2011修）Niantic, Inc. Tokyo Studio代表、Pokémon GOプロダクトマネージャー。
- 稲川貴大（2010卒13修）インターステラテクノロジズ社長。MOMO3号機で日本初の民間単独の宇宙空間到達に成功。
- 和田晃一良（中退）コインチェック創業者・初代社長、日本ブロックチェーン協会元監事。AO入試により入学、工学部経営システム工学科中退。

## 研究

### 理学

#### 数学
- 伊藤栄明（1970修79博）統計数理研究所名誉教授。総合研究大学院大学名誉教授。ロックフェラー大学ファカルティメンバー。確率論、応用数学。
- 矢野健太郎（教） 元教授。微分幾何学。
- 宮岡礼子（1973卒75修83博）東北大教授。幾何学賞。曲面論。
- 石井志保子（教）現教授。東京女子大学卒 (1973)。代数幾何学。
- 田中實（1972卒）東海大学教授。微分幾何学。
- 本間龍雄（1948卒教）元教授、横浜市立大学元教授。位相幾何学。
- 遠山啓（教）元教授。数学教育。
- 小澤正直（1974卒76修79博）名大教授。数理物理学。紫綬褒章。文部科学大臣表彰科学技術賞。日本数学会賞秋季賞。量子通信国際賞。「小澤の不等式」。
- 神保雅一（1974卒76修86博）名大教授。離散数学、計算機科学、統計学、暗号理論、応用数学。
- 水本久夫（1958博）広島大学名誉教授。数学。
- 池原止戈夫（教）元教授。応用数学。
- 蘇歩青（1924高工）復旦大学名誉学長、中国数学会名誉理事長。
- 田中一之（修）東北大教授。数学基礎論。
- 武藤英男（1964修教）群馬大学名誉教授。数学。
- 野口潤次郎（1971卒73修）東大名誉教授。多変数複素解析。日本数学会解析学賞。
- 根上生也（1979卒81修85博）横国大理事・副学長・教授。グラフ理論。
- 砂田利一（1972卒）東北大名誉教授、明治大学教授。大域解析学。弥永賞。
- 高橋渉（1971博）名誉教授、慶大教授。非線形函数解析学。
- 黒川信重（1975卒77修82博教）名誉教授。解析的整数論。ゼータ函数。リーマン予想。
- 小山信也（1988修）東洋大学教授。解析的整数論。ゼータ函数。
- 足立恒雄（1970博）早大名誉教授・元理工学部長。代数的整数論。
- 武田朗子（2001博）東京大学教授、理化学研究所連続最適化チームリーダー。数理最適化。
- 陳建功（1918高工）杭州大学元副学長、中国数学会元副理事長。
- 天野政紀（2011修14博）静岡県立大学助教。函数論・複素解析学・タイヒミュラー空間論。
- 繁野麻衣子（1995博）筑波大学教授。応用数学。OR。
- 植野真臣（1994博）電通大教授、日本行動計量学会理事長。統計学。
- 新井紀子（1997論）国立情報学研究所社会共有知研究センター長。数理論理学、遠隔教育。
- 中村隆（1975卒77修91博）統計数理研究所副所長・教授。統計学。
- 早川毅（1973論）一橋大名誉教授。元日本統計学会理事長。日本統計学会賞。統計学。

#### 物理学
- 永井泰樹（1966卒68修71博）大阪大学名誉教授。元大阪大学核物理研究センター長。仁科記念賞。核物理学。
- 井上直也（1980修）埼玉大学教授。物理学。
- 羽石操（1981論）埼玉大学名誉教授。物理学。
- 茅誠司（1920高工）東大元総長、元日本学士院会員、放送文化基金元理事長。金属物理学。文化勲章。

- 岩崎博（1958修博）高エネルギー物理学研究所元フォトン・ファクトリー施設長、日本放射光学会元会長。
- 吉田滋（1994博）千葉大学教授。仁科記念賞。実験物理学。
- 後藤恒昭（1966卒71博）東大名誉教授。物性物理学。
- 垣花秀武（教）核物理学、核化学。ウラン採取法を開発。
- 久保謙一（1969博）東京都立大学名誉教授、元東京都立大学附属高等学校校長、元東京都立航空工業高等専門学校校長。原子核理論。
- 高木豊（教）固体物理学、統計力学、東工大、名大、大同大学教授。
- 今村裕志（卒）産業技術総合研究所ナノスピントロニクス研究センター理論チーム研究チーム長。物理学。
- 酒井英行（1971修）東大名誉教授、理化学研究所仁科加速器科学研究センター特別顧問。原子核物理学。
- 酒井忠勝（1996修99博）名大准教授。日本物理学会論文賞。物理学。
- 森俊則（1982卒84修）東大素粒子物理国際研究センター教授。素粒子物理学。大統一理論。Ph.D.（米国ロチェスター大学）。
- 杉立徹（卒）広島大学教授。クォーク物理学。
- 西森拓（1989博）広島大学教授。数理物理学、物性基礎論、計算科学。「シュレディンガー音頭」の考案者。
- 青木秀夫（1973卒）東大大学院理学系研究科教授。物性物理学。量子ホール効果、高温超伝導、強磁性などの現象の発現機構を与えた。
- 倉田道夫（1947卒）京大元教授・化学研究所長。高分子物理学。
- 大志万直人（1983修85博）京大名誉教授、京大防災研究所元所長、国立大学附置研究所・センター長会議元会長。地球物理学。
- 大島龍司（2014博）日本工業大学特別研究員。固体物理学。
- 田村光太郎（2011卒14修16博教）特任助教。複雑性物理学。
- 徳川陽子（卒）東京工芸大学名誉教授。物理学。
- 内野研二（1973卒75修81論）ペンシルベニア州立大学教授、アメリカ合衆国海軍省科学技術本部アジア事務所副所長。固体物理。
- 武田栄一（1936卒）名誉教授、日本原子力学会元会長。原子炉物理学。
- 野地博行（1993卒95修97博）東大教授、日本生物物理学会会長。日本学術振興会賞。
- 矢部彰（1979博）元カリフォルニア大学バークレー校Russell Severance Springer教授、元日本機械学会会長。マイクロ熱物理学。
- 髙柳邦夫（1969卒71修76論）栄誉教授、日本表面科学会元会長。日本学士院賞、仁科記念賞、紫綬褒章。物性物理。
- 小林公三（1966博）埼玉大学教授。物理学。量子力学。
- 間多均（1977論）元帝京大学教授。物理学。
- 田中通義（1958卒62修65博）東北大名誉教授。国際結晶学連合（IUCr）元副会長、日本結晶学会元会長。フンボルト賞。物理学。電子回折。
- 原田仁平（1964論）名大名誉教授、リガクX線研究所元所長、日本結晶学会元会長。
- 小長井誠（1977博）教授、応用物理学会会長。紫綬褒章。太陽光発電。
- 今野紀雄（1987修94博）横国大教授。無限粒子系、量子ウォーク、量子コンピューティング、複雑系、確率論。物理学。

#### 地学
- 井田茂（教）現教授。惑星科学。日本天文学会林忠四郎賞。
- 生駒大洋（1996卒）東大准教授。日本惑星科学会最優秀研究者賞。惑星科学。
- 中澤清（1965卒教） 元教授・理学部長。日本惑星科学会初代会長。惑星科学。井上学術賞。
- 久家慶子（1985卒87修）京大教授、日本地震学会副会長。地震学。
- 寺本俊彦（1952卒）東大名誉教授、国際海洋科学技術協会元会長。海洋学。

#### 化学
- 山田晴河（1960博）元関西学院大学教授。猿橋賞。物理化学。
- 綿貫啓一（1991博）埼玉大学先端産業国際ラボラトリー所長。物理化学。
- 金紅光（1994論）中国科学院院士、中国工学熱物理学会会長、全国人民代表大会代表。物理化学。
- 福住俊一（1973卒78博）阪大教授。物理化学。電子移動反応の第一人者。日本化学会賞。紫綬褒章。
- 平塚浩士（1969修72博）群馬大学学長。物理化学。
- 阿部光雄（1968論）名誉教授。鶴岡工業高等専門学校元校長。日本イオン交換学会元会長。無機化学。
- 岸岡真也（1991卒）群馬大学准教授。無機化学。
- 鈴木正（1987卒）青山学院大学教授。化学。
- 宗宮重行（1952卒62論）名誉教授。日本学士院賞、紫綬褒章、ドイツ連邦共和国功労勲章。無機材料化学。
- 西郷和彦（1969卒76論）東大名誉教授。東大附属図書館元館長、国立大学図書館協会元会長。有機化学。
- 中村一隆（1985修）准教授。化学。表面科学奨励賞。
- 中村栄一（1973卒78博）東大特別教授。有機化学。紫綬褒章、フンボルト賞。
- 中村正治（1993修96博）京大教授、元ハーバード大学客員教授。有機化学。
- 辻二郎（教）元教授。有機合成化学。日本学士院恩賜賞。
- 碇屋隆雄（1976博）名誉教授。フンボルト賞。有機金属化学。
- 奈良坂紘一（1967卒69修72博）東大名誉教授。有機合成化学。奈良坂・プラサード還元発見者。
- 伊藤卓（卒）横国大名誉教授、元日本化学会副会長。有機金属化学。
- 佐藤憲一（1978卒）神奈川大学教授。有機合成化学。
- 桑嶋功（1961卒66博教）元教授、北里大学生命科学研究所教授。有機化学。
- 山口和夫（修博）神奈川大学教授。生物有機化学。
- 向山光昭（1948卒教）名誉教授、東大名誉教授、日本化学会元会長。有機化学。文化勲章、フランス国家功労勲章シュバリエ、バートン・ゴールドメダル。
- 寺田眞浩（1989博）東北大教授。反応有機化学。向山賞。有機合成化学協会賞。
- 遠藤剛（1969博）名誉教授、山形大学元副学長、近畿大学元副学長、高分子学会元会長。高分子合成。
- 柿本雅明（1980博）名誉教授。高分子化学。三菱ケミカル賞。
- 小坂田耕太郎（教）名誉教授。錯体・有機金属化学、高分子化学、超分子化学。元日本化学会副会長。
- 白川英樹（1961卒66博）筑波大学元教授。導電性ポリアセチレンの発見。ノーベル化学賞、文化勲章。
- 冨山保（1908高工）横国大初代学長、電気化学協会元会長。
- 武井武（1920高工教）名誉教授、慶大名誉教授、電気化学協会元会長。電気化学。フェライトの父。文化功労者。藍綬褒章。
- 脇原將孝（1971博教）名誉教授。電気化学会功績賞。化学。
- 加藤与五郎（教）元教授。電気化学。文化功労者。
- 関根太郎（1948卒60論）名誉教授、木更津工業高等専門学校元校長。電気化学。
- 春山志郎（1953卒）名誉教授、東京工業高等専門学校元校長、国立工業高等専門学校協会元会長、電気化学協会元会長。
- 松永是（1979博）早大教授、海洋研究開発機構理事長、元東京農工大学学長、元電気化学会会長。日本生物工学賞。
- 星野愷（1934卒教）元教授。電気化学。日本の磁気テープの父。マイクロ波およびステルス技術の先駆者。勲三等旭日中綬章。正四位。
- 谷口功（1970卒75博）熊本大学元学長、国立高等専門学校機構理事長、国際電気化学会元日本代表、日本工学アカデミー元副会長。電気化学。
- 小尾欣一（1961卒66博）名誉教授、日本化学会元副会長、光化学協会元会長。光化学。紫綬褒章。
- 田中郁三（1949特教）元教授・学長。光化学。文化功労者。紫綬褒章。勲二等旭日重光章。
- 稲村耕雄（1933卒）元教授。インターカラー共同設立者。化学。
- 永井大介（2002博）静岡県立大学准教授。化学。
- 井奥洪二（1989博）慶大教授。アジアバイオセラミックス賞。
- 永澤満（1946卒）名大名誉教授、豊田工業大学名誉学長。日本学士院賞。化学。
- 横澤勉（1985博）神奈川大学教授。化学。
- 蒲生啓司（1985博）高知大学教授。化学。
- 蟻川芳子（1968博）学校法人日本女子大学元理事長兼学長、日本女子大学附属中学校・高等学校元校長、日本分析化学会元副会長。
- 原亨和（1992博）東工大教授。文部科学大臣科学技術賞。化学。
- 高橋信夫（1971卒73修76博）北見工業大学元学長。触媒化学。
- 今村隆史（1985博）国立環境研究所元環境計測研究センター長、日本大気化学会元会長。大気化学。
- 上田渉（1981博）北大名誉教授。触媒学会元会長、石油学会元会長。触媒化学。
- 秋元肇（1967博）東大名誉教授、大気化学研究会初代会長。
- 大気化学。日本気象学会藤原賞、島津賞。
- 星野敏雄（教）元教授、理化学研究所元理事長。工業化学。紫綬褒章。
- 前田和彦（2005修07博）准教授。日本学術振興会賞。化学。
- 平山令明（1974卒）東海大学教授。生化学。
- 安盛岩雄（1950卒教）名誉教授、北京科技大学名誉教授。化学。
- 劉醇一（1999修02博）千葉大学准教授。化学。
- 和田雄二（1977年79修83博）名誉教授、日本電磁波エネルギー応用学会元理事長。マイクロ波化学。
- 工藤昭彦（1988博）東京理科大学教授。触媒学会学会賞。光触媒。
- 玉浦裕（1975博）名誉教授。国際フェライト最優秀論文賞。化学。
- 秋鹿研一（1964卒）教授。文部科学大臣賞研究功績者。応用化学。
- 山田延男（1916高工）元東大教授。日本人としてはじめて放射線障害により死去した。放射性化学。
- 田村健治（2002院） 東京都立産業技術高等専門学校 ものつくり工学科 高専品川キャンパス 科学研究室 教授。環境科学。

#### 生物学
- 井上丹（1980論）京大名誉教授。生化学、分子生物学。
- 梶原将（1988卒83博）教授、初の公募文部科学省大臣官房審議官。生化学。
- 原清敬（1997卒）静岡県立大学准教授。生物学。
- 本川達雄（教）元教授。東大卒 (1971)。生物学。
- 篠崎和子（1979修82博）東大名誉教授。植物分子生理学。日本学士院賞、みどりの学術賞。
- 彼末一之（1975卒）阪大名誉教授、早大名誉教授。日本生気象学会元会長。神経科学、生理学。
- 茂木健一郎（教）現連携教授、ソニーコンピュータサイエンス研究所上級研究員。脳科学。

#### 科学史
- 大沼正則（卒）東京経済大学名誉教授。化学史
- 梶雅範（1979卒）教授。科学史。
- 杉山滋郎（1981博）北大名誉教授。科学史。
- 古川安（1971卒）日本大学元教授、化学史学会元会長。毎日出版文化賞。科学史。
- 山崎俊雄（卒）名誉教授。科学史。明治村賞。
- 山崎正勝（1967卒）名誉教授。科学史。科学ジャーナリスト賞、産経児童出版文化賞。

### 工学

#### 機械工学・ロボット工学
- 阿部豊（1982修91論）筑波大学副学長。日本混相流学会元会長。機械工学。
- 伊東誼（1962卒71論）名誉教授、日本機械学会元会長、日本工学アカデミー元副会長。機械工学。
- 臼田孝（1987修）産業技術総合研究所計量標準総合センターのセンター長。機械工学。
- 横山正明（1965卒67修73論）名誉教授。山形県立産業技術短期大学校元校長。山形県科学技術会議元会長。機械工学。
- 岡崎健（1973卒78博）名誉教授、水素エネルギー協会元会長、日本伝熱学会元会長、曙ブレーキ工業取締役。機械工学。
- 岡田昌志（1971博）青山学院大学元副学長。機械工学。
- 海老原敬吉（1919高工）元教授、日本機械学会元会長。リケン技術的基盤創設者。ピン止め加工開発者。
- 関口八重吉（1896高工教）元教授。衛生工業協会元会長、日本機械学会元会長。機械工学。
- 岸本喜久雄（1975卒77修82論教）元副学長、日本工学会会長、アメリカ機械学会フェロー、元日本機械学会会長、元自動車技術会技術会議議長、元日本技術者教育認定機構副会長。機械工学。
- 吉村卓也（1989博）東京都立大学教授。機械力学。
- 吉田英生（1978卒80修83博）京大名誉教授。国際伝熱会議アセンブリー元会長。熱工学、エネルギー工学。機械工学。

- 宮内敏雄（1971卒73修81論）名誉教授。日本流体力学会元会長。熱工学。機械工学。
- 古濱庄一（1946卒）武蔵工業大学（現東京都市大学）元学長。機械工学。勲三等旭日中綬章。
- 黒﨑晏夫（1960卒62修65博）名誉教授、日本伝熱学会元会長、プラスチック成形加工学会元会長。熱工学。機械工学。
- 坂田勝（1956卒64論）名誉教授。拓殖大学元学長。カリフォルニア大学バークレー校元Springer卓越教授。機械工学。
- 小林英男（1972論）名誉教授、日本高圧力技術協会元会長、日本非破壊検査協会元会長。機械工学。
- 清家正（1914高工）東京都立大元工学部長。機械設計製図論。機械工学。
- 浅川権八（1897高工教）元教授。内燃機関。浅川式木炭瓦斯発生機、「機械の素」著者。
- 浅枝敏夫（1940卒51論）名誉教授。職業訓練大学校元校長。初代実践教育研究会会長。機械工学。
- 松井信行（1976論）名古屋工業大学元学長、名古屋国際工科専門職大学学長、愛知県顧問、リンナイ取締役、愛知時計電機取締役、富士電機製造取締役。
- 松本浩之（1961卒66博）名誉教授、東京工業高等専門学校元校長、東工大工学部附属工業高等学校元校長。機械工学。
- 帯川利之（1974卒80博）東大名誉教授、精密工学会元副会長。生産工学。
- 矢作嘉章（修）Ph.D.(ICL,1979)、大阪工業大学知的財産専門職大学院元教授。日本ライセンス協会元理事。応用力学。
- 沼知福三郎（高工）東北大名誉教授。機械工学。日本学士院会員、文化功労者、日本学士院賞。
- 石井浩介（1983修）スタンフォード大学教授。機械工学。
- 佐藤勇一（1973卒75修78博）埼玉大学元理事・副学長、タムロン取締役。振動学。機械工学。
- 大竹尚登（1986卒）教授。日本機械学会副会長。ナノ工学。
- 中田孝（1932卒44論）名誉教授。日本機械学会元会長、計測自動制御学会元会長、元日本学士院会員。日本学士院賞。機械工学。
- 中山恒（1966博）名誉教授、メリーランド大学元教授、日本伝熱学会元会長。機械工学。
- 中村春夫（1975卒80博）名誉教授、日本機械学会元材料力学部門長。機械工学。
- 長松昭男（1962卒70博）名誉教授、制振工学研究会元会長。機械工学。
- 津村利光（1919高工）元神奈川大学学長。日本科学技術情報センター丹羽賞。機械工学。
- 渡辺嘉二郎（1972博）法政大学教授。制御工学。機械学会賞。
- 土方邦夫（1966卒71博）元教授、カリフォルニア大学バークレー校元Springer卓越教授。機械工学。
- 北條春夫（1974卒76修91博）名誉教授、日本機械学会元副会長。機械工学。
- 堀江三喜男（1976卒78修）名誉教授、日本機械学会元機素潤滑設計部門長。機械工学。
- 木村康治（1975卒81博）名誉教授、日本機械学会機械力学・計測制御部門元部門長。機械工学。
- 齋藤彬夫（1965卒67修70博）名誉教授、日本冷凍空調学会元会長。機械工学。
- 矢部孝（1973卒80論）名誉教授、日本計算力学連合元会長。マグネシウム電池開発者。CIP法提唱者。
- 門田和雄（2010博）附属科学技術高校教諭を経て宮城教育大学准教授。機械工学教育。
- 伊東勝之（1967卒）徳島工業短期大学教授。マツダ社員。熱工学。
- 一色尚次（教）元教授。熱工学、タービン、濃度差エネルギー機関、スターリングエンジン。勲三等旭日中綬章。
- 花村克悟（1984修89論教）炭素循環エネルギー研究センター、および機械制御システム専攻教授、日本伝熱学会会長。熱工学。
- 佐藤勲（1981卒83修89論）副学長。プラスチック成形加工学会元会長。熱工学。
- 山田純（1982卒86修94論）芝浦工業大学学長、日本熱物性学会元会長。熱工学、光工学。
- 越後亮三（1950卒52修）名誉教授、芝浦工業大学元副学長、日本伝熱学会元会長。熱工学。
- 服部賢（1959卒74論）長岡技術科学大学元学長、日本熱物性学会元会長。熱工学。
- 御法川学（2001論）法政大学教授。流体工学。
- 栗山透（1994論）元連携教授。熱工学。
- 林勇二郎（1967修70博）元金沢大学学長、元独立行政法人国立高等専門学校機構理事長、元日本伝熱学会会長、元日本学術会議会員。熱工学。

- 伊藤一之（2002博）法政大学理工学部長。ロボット工学。
- 稲見昌彦（1994卒96修）東大教授。工学博士。インタラクティブ工学、ロボット工学、バーチャルリアリティ。光学迷彩技術の開発者。
- 下嶋浩（1967卒69修72博教）元教授。機構学、ロボット工学、バイオメカニクス。ロボット国際規格。ランニング登山の第一人者。
- 吉田和哉（1984卒86修90論）東北大教授、ispace最高技術責任者。HAKUTO元技術責任者。宇宙ロボット工学。
- 古田勝久（1962卒64修67博）元教授。化学工学から制御理論、ロボット工学、メカトロニクスへ。Furuta pendulum。東京電機大学教授・理事・学長、計測自動制御学会元会長。
- 広瀬茂男（1973修76博教） 元教授。ロボット工学。紫綬褒章。エンゲルバーガー賞。
- 森政弘（教）元教授、元東大生産技術研究所助教授、元自在研究所社長。自動制御、ロボット工学。紫綬褒章。
- 生田幸士（1987博）東大名誉教授、名大名誉教授、阪大栄誉教授。ロボット工学、医用生体工学、マイクロ・ナノテクノロジー。紫綬褒章。
- 多田隈建二郎（2004修07博）東北大准教授。ロボット工学。「日本ロボット界のライト兄弟」（弟）。独創性を拓く先端技術大賞、文部科学大臣表彰若手科学者賞。
- 多田隈理一郎（2000卒02修）山形大学准教授。ロボット工学。「日本ロボット界のライト兄弟」（兄）。日本ロボット学会第1回ロボティクスシンポジア研究奨励賞。
- 長谷川勉（1973卒87博）九州大学名誉教授、熊本高等専門学校元校長。文部科学大臣表彰科学技術賞。ロボット工学。
- 内田康之（2000博）日本大学准教授。ロボット工学。
- 梅谷陽二（1969論教）元教授、元豊田工業大学教授。自動制御、ロボット工学、バイオメカニクス。からくり能の提唱者。エンゲルバーガー賞。
- 福島 E.文彦（1993修02論教）元准教授、東京工科大学教授。「TITech Driver」や「TITech Wire」、人道的地雷探査ロボットを開発。ロボット工学。
- 梶田秀司（1983卒85修96論）産業技術総合研究所知能システム研究部門ヒューマノイド研究グループ主任研究員。HRP-2、HRP-4Cなどの開発。ロボット工学。
- 前野隆司（1984卒86修93論） 慶大教授。ロボット工学。
- 米田完（1985卒87修92論教）元准教授。千葉工業大学未来ロボティクス学科学科長。文部科学大臣表彰科学技術賞。ロボット工学。
- 神本武征（1963卒65修論）名誉教授、ものつくり大学名誉学長。ロンドン大学シティ校元客員教授。自動車技術会元会長。機械工学。
- 山田貴博（1986卒88修）横国大教授、日本計算工学会元会長。計算力学。
- 湊丈俊（2005博）分子科学研究所主任研究員。機械工学。
- 大久保友雅（2001卒03修06博）元助教、東京工科大学教授。レーザ工学。

#### 電気電子工学・通信工学・計算機科学
- 関口利男（1949卒）名誉教授、東京工業高等専門学校元校長、電子情報通信学会元編集長。電気工学。
- 宮入庄太（1945卒57論）名誉教授、東京電機大学元総合研究所長、電気学会元会長。電気工学。
- 小林信一（1987論）埼玉大学名誉教授。電気工学。
- 西巻正郎（1939卒）名誉教授、電子情報通信学会元編集長。電気工学。
- 石井六哉（1967年69修72博）横国大名誉教授、電子情報通信学会基礎・境界ソサイエティ元会長。電気工学。
- 石川赴夫（1983博）教授。横山科学技術賞。電気工学。
- 大河内正陽（1940卒）元神奈川大学教授、元専修大学情報科学研究所所長。電気工学。
- 國岡昭夫（1968論）第13代青山学院大学学長、第2代日本私立学校振興・共済事業団理事長、第4代学校法人横須賀学院理事長、第15代学校法人大東文化学園理事長。電気工学。
- 多田修 徳島大学名誉教授
- 田中公男（1959博）元東海大学教授。電気工学、通信工学。前島賞。
- 田中壽一（1909高工）名城大学創設者、東北大元助教授。電気工学。
- 穴山武（1948卒61論）東北大名誉教授、八戸工業高等専門学校元校長、豊橋技術科学大学元副学長。磁気工学。電気工学。
- 下村輝夫（1979論）九州工業大学元学長、福岡工業大学元学長。
- 国分泰雄（1977修80博）横浜国立大学元理事・副学長、ものつくり大学学長、中部大学元副学長。電子工学。
- 竹村泰司（1988博）横国大教授。磁気工学。
- 直江正彦（1964修）名誉教授、元日本応用磁気学会会長。国際フェライト会議論文賞。
- 粟屋潔（1932卒45論）名誉教授、日本音響学会元会長。電気音響工学。音響学、電気工学。
- 榎木孝知（1984修96論）NTTフォトニクス研究所元所長、電子情報通信学会エレクトロニクスソサイエティ元会長。電子工学。
- 岸野克巳（1977修80博）上智大学ナノテクノロジー研究センター長。電子工学。
- 古屋一仁（1970卒72修75博）名誉教授、東京工業高等専門学校元校長、全国高等専門学校連合会元会長。電子工学。
- 古川静二郎（1956卒58修61博）名誉教授。電子工学。
- 古谷清藏（1997博）群馬大学准教授。電気工学・電子工学。
- 後藤尚久（1959卒64博）名誉教授、電子情報通信学会元副会長。電子工学。紫綬褒章。
- 坂庭好一（1972卒74修77博）名誉教授、総務省電気通信事業紛争処理委員会元委員長。電子工学。
- 小山二三夫（1980卒82修85博）教授。アメリカ光学会ホロニャック賞、大川賞等。電子工学。
- 小林功郎（1968卒70修77論）名誉教授、NEC基礎研究所元所長。電子工学。
- 松村正清（1964卒）名誉教授、応用物理学会元会長。電子工学。
- 浅田雅洋（1979卒84博）教授。電子工学。
- 大見忠弘（1961卒66博教）東北大名誉教授。半導体電子工学。産学官連携功労者表彰・第1回内閣総理大臣賞、紫綬褒章
- 藤井信生（1968修71博）名誉教授、応用科学学会会長。電子工学。
- マルタ・モリナス（2000博）ノルウェー科学技術大学教授。ノルウェー王立学術院会員。電子工学。
- 益一哉（1977卒79修82博）学長、エレクトロニクス実装学会会長。電子通信工学。
- 岩本光正（1975卒81博）教授。有機エレクトロニクス。
- 宮本恭幸（1983卒88博教）教授。半導体プロセス・デバイス。電子情報通信学会エレクトロニクスソサイエティ賞。
- 小田俊理（1974卒79博）名誉教授。ナノエレクトロニクス。
- 小塚洋司（1980論）東海大学名誉教授。電磁波工学。
- 赤木泰文（1979博）名誉教授、IEEE Division II Director。IEEE Medal in Power Engineering。パワーエレクトロニクス。
- 高橋応明（1994博）千葉大学准教授。通信工学。
- 板屋義夫（1976卒78修91博）NTT先端技術総合研究所元所長、電子情報通信学会エレクトロニクスソサイエティ元会長。半導体レーザ。
- 安藤真（1974卒76修79博）名誉教授、国際電波科学連合元会長、電子情報通信学会元会長。情報通信工学。
- 伊賀健一（1963卒68博了）元学長、元教授、元電子情報通信学会会長。光通信、面発光レーザー。文化功労者、紫綬褒章、瑞宝重光章。朝日賞、藤原賞、市村賞。IEEEダニエル・E・ノーブル賞、フランクリン賞・バウワー賞、IEEEエジソンメダル。町田市名誉市民。
- 鈴木博（1972卒74修86論）名誉教授、電子情報通信学会無線通信システム専門委員会元委員長。移動通信。
- 関英男（1926高工32卒）電通大元教授、ハワイ大学元教授、岩崎通信機元常務。IEEEフェロー。紫綬褒章、勲三等瑞宝章。電波工学。
- 中川茂樹（論教）金沢大卒 (1983)。磁性薄膜工学。
- 牧本利夫（1941卒）阪大基礎工学部元学部長・名誉教授、電子通信学会元副会長。マイクロ波工学。
- 末松安晴（1955卒60博教）元教授・学長、国立情報学研究所元所長。文部科学省科学技術・学術審議会元会長。光通信。紫綬褒章、文化勲章。通信工学。
- 橋本修（1986博）青山学院大学副学長・教授。電子情報通信学会功労賞。
- 荒木純道（1978博、教）電子情報通信学会論文賞。電子工学。
- 山本佳世子（1999博）電通大教授。環境科学会学術賞。情報学。
- 須永宏（1981卒83修）大阪工業大学教授。情報科学。
- 西原明法（1973卒75修78博）名誉教授。電子情報通信工学。IEEE Region 10元Director。
- 石川幹人（1982卒）明治大学教授。計算機科学。
- 赤木正人（1984博）北陸先端科学技術大学院大学教授、日本音響学会元会長。知覚情報処理。
- 中川健治（1980卒82修85博）長岡技術科学大学教授。待ち行列、確率論、情報理論。
- 中嶋正之（1969卒75博）名誉教授、ウプサラ大学名誉教授。初代芸術科学会会長。コンピュータグラフィックス、画像処理。
- 佐藤誠（1973卒78博）名誉教授。日本バーチャルリアリティ学会元会長。

- 辻井重男（1958卒70論）名誉教授。電子情報通信学会元会長。マルチメディア振興センター元理事長。総務省電波管理審議会元会長。情報工学。
- 井上謙蔵（1973論）元教授。情報工学。
- 榎並和雅（1971卒89論）NHK放送技術研究所元所長、情報通信研究機構けいはんな研究所元所長、日本バーチャルリアリティ学会元会長、映像情報メディア学会元副会長。
- 榎本肇（1948卒教）元教授、元富士通常任顧問、元電子通信学会副会長。計算機科学。
- 岡山誠司（1962論）一橋大名誉教授。情報工学。
- 加藤朗（1984卒86修89博）慶大教授、東大特任教授。文部科学大臣表彰科学技術賞。情報工学。
- 高塚正浩（1992修）シドニー大学工学部情報工学科学科長。情報可視化。
- 小川英光（1965卒77論）名誉教授、電子情報通信学会情報・システムソサイエティ元会長。情報工学。
- 田中穂積（1964卒66修）名誉教授、人工知能学会元会長。情報工学。
- 千葉明（1983卒88博）教授。IEEE ニコラ・テスラ賞。電子工学。
- 徳田雄洋（1976修）名誉教授。情報工学。産経児童出版文化賞大賞。
- 鳥海不二夫（1999卒01修04博）東大教授。計算社会科学。
- 勅使河原可海（1970博）創価大学教授、元NEC主席技師長。計算機科学。
- 内藤喜之（1959卒61修64博）元学長、国立高等専門学校機構初代理事長、電子情報通信学会元会長、文部科学省教科用図書検定調査審議会元会長。電磁波工学。
- 日高一義（1984修）教授、情報処理学会フェロー。情報学。
- 日比野靖（1970卒72修）北陸先端科学技術大学院大学副学長、国立情報学研究所教授、内閣官房参与。
- 暦本純一（1984卒86修96博）東大教授、ソニーコンピュータサイエンス研究所副所長、クウジット創業者。実世界指向インタフェース。計算機科学。
- 廣田薫（1974卒76修79博）名誉教授、北京理工大学教授、日本学術振興会北京連絡センター長、日本ファジィ学会元会長、国際ファジィシステム学会元副会長。計算知能。
- 戸田誠之助（論）日本大学教授。理論計算機科学。ゲーデル賞。
- 松岡聡（教）学術国際情報センター教授。計算機科学。
- 松澤和光（1975卒）神奈川大学教授。人工知能、自然言語処理。
- 宮崎純（1992卒）東京工業大学情報理工学院教授。情報工学
- 関根聡（1987卒）ニューヨーク大学准教授、楽天技術研究所ニューヨーク所長。情報科学。
- 上羽貞行（1970博）名誉教授、日本音響学会元会長。超音波工学。
- 星徹（1969卒）東京工科大学名誉教授。計算機科学。
- 西口正之（1981卒）秋田県立大学教授。通信工学。
- 石原宏（1968卒70修73博）名誉教授。応用物理学会元会長。紫綬褒章。半導体工学。
- 河内正夫（1973修78論）NTT先端技術総合研究所元所長。通信工学。紫綬褒章。世界で初めて石英系平面光波回路技術を実現。
- 川上正光（1935卒教）元教授・学長、長岡技術科学大学元学長。電子通信学会元会長。電子回路。紫綬褒章、文化功労者。
- 大久保隆夫（1991修）情報セキュリティ大学院大学教授。情報セキュリティ。
- 大津元一（1973卒78博）東大名誉教授、紫綬褒章、井上学術賞。ナノフォトニクス。
- 大槻喬（1914養）名誉教授、元東洋電機製造取締役技術研究所長、元電気学会会長。
- 村崎憲雄（1948卒）千葉大学元教授、静電気学会元副会長。
- 片山卓也（1962卒64修71論）名誉教授、北陸先端科学技術大学院大学元学長。日本ソフトウエア科学会元理事長。ソフトウエア工学。
- 中沢正隆（1980博）東北大特別栄誉教授。光通信。トムソン・ロイター引用栄誉賞、日本学士院賞。紫綬褒章。
- 鈴村豊太郎（1999卒04博）東大教授、バルセロナ・スーパーコンピューティング・センター客員教授。
- 杉山将（1997卒99修01博）東大教授、日本学士院学術奨励賞、文部科学大臣表彰。情報工学。
- 秋葉重幸（1976修84博教）元連携教授、KDDI研究所元所長、電子情報通信学会元副会長。光増幅国際長距離海底ケーブルの開発。紫綬褒章。
- 深尾正（1964卒69博）名誉教授、電気学会元会長。IEEE William E. Newell Power Electronics Award。
- 山本喜久（1973卒）スタンフォード大学教授、国立情報学研究所教授。紫綬褒章。通信工学。
- 藤岡淳（1985卒）神奈川大学教授。暗号技術。
- 徳田恵一（1986修89博）名古屋工業大学教授。紫綬褒章、文部科学大臣表彰科学技術賞。音声合成。
- 飯島泰蔵（1948卒57論）名誉教授、北陸先端科学技術大学院大学元副学長。パターン認識。紫綬褒章。
- 松尾真一郎（1994卒96修03博）バージニア工科大学研究教授、ジョージタウン大学研究教授、東京大学生産技術研究所リサーチフェロー。
- 鈴木健二（教）東京工業大学データサイエンス・AI全学教育機構特任教授、名古屋大学客員教授、ソニーグループ（株）Principal Researcher。
- 三瓶政一（1980卒82修91博）大阪大学名誉教授。通信工学。

#### 土木工学
- 石原孟（1989卒92博）東大教授、福島洋上風力コンソーシアムテクニカルアドバイザー、日本風力エネルギー学会元会長。風工学。
- 稲村肇（1969卒71修74博）東北大名誉教授、アジア交通学会元会長、土木学会元副会長。都市計画学。
- 河野広隆（1979修）京大名誉教授。土木工学。
- 勝地弘（1985卒）横国大教授。土木学会田中賞。
- 増田陳紀（1972卒74修79博）東京都市大学名誉教授。土木学会田中賞。
- 張建民（1997博）清華大学土木学部長・教授、中国工程院院士。土木工学。
- 日下部治 （1975修）名誉教授、シンガポール国立大学元卓越客員教授、国際圧入学会元会長、地盤工学会元会長。土木工学。
- 福岡捷二（1971博教）広島大学名誉教授、元国土交通省社会資本整備審議会会長、土木学会功績賞、日本河川協会河川功労賞。
- 片岡俊一（1999博）弘前大学教授。地震工学、土木工学。
- 堀江興（1990論）新潟工科大学名誉教授。交通工学。土木学会論文賞。
- 岡田昌彰（1991卒96博）近畿大学教授、土木史
- 名和豊春（1992論） 第19代北大総長。日本コンクリート工学会賞、土木学会吉田賞。
- 嘉名光市（1992卒01博）大阪市立大学教授。都市計画。
- 梶秀樹（1965卒67修70博）筑波大学名誉教授、国際連合地域開発センター元所長、地域安全学会元会長。都市防災学。
- 三木千壽（1970卒72修79博）元教授・副学長、名誉教授。橋梁工学。東京都市大学名誉学長。
- 石原舜介（1949卒教）元教授、日本都市計画学会元会長。紫綬褒章。日本建築学会賞。都市計画。
- 中井検裕（1980卒82修86博）東工大教授。元日本都市計画学会会長。
- 上浦正樹（1974卒76修）北海学園大学教授。交通工学、鉄道工学。
- 翠川三郎（1975卒77修80博）名誉教授、地域安全学会元会長。地震工学。
- 木村孟（1968博教）元教授・学長。地質工学。文部科学省中央教育審議会副会長、ケンブリッジ大学フェロー。大英帝国勲章CBE、日本学士院賞。
- 桝田佳寛（1975修）日本大学特任教授。第24代日本コンクリート工学会会長。
- 鹿島茂（1976博）中央大学名誉教授、環境アセスメント学会元会長。交通工学。
- 宮野秋彦（1945卒62論教）名古屋工業大学名誉教授。日本建築学会元副会長。建築環境工学。
- 佐々木栄一（1998博教）教授。橋梁工学。構造工学論文賞。
- 熊谷良雄（1967卒69修72博）筑波大学名誉教授、地域安全学会元会長。建築工学。

#### 応用化学・化学工学
- 神原周（1946教）元教授。応用化学。日本ゴム協会元会長。高分子学会元会長。オーエンスレーガー賞。紫綬褒章。勲二等瑞宝章。
- 清浦雷作（1937卒）元教授。応用化学。
- 益子正文（1977博）名誉教授。日本トライボロジー学会元会長。化学工学。
- 遠藤一夫（卒）北大名誉教授。化学工学。
- 空閑良壽（1979卒81修88論）室蘭工業大学学長。化学工学。
- 篠崎平馬（高工）山形大学元学長。化学工学。
- 小浦延幸（1966修69博）第5代学校法人東京理科大学理事長。化学工学。
- 大倉一郎（1968卒70修73博）現副学長。日本化学会欧文誌論文賞。化学工学。
- 野中勉（1963卒69博）名誉教授。鶴岡工業高等専門学校元校長。化学工学。
- 明畠高司（1958博）名誉教授、山口東京理科大学元学長、環境科学会元会長。化学工学。
- 野村淳子（1991博）東工大准教授。化学工学会女性賞。
- 頼實正弘（卒）第6代広島大学学長、広島県立大学元学長、比治山大学元学長、日本伝熱学会元副会長。化学工学。
- 渡会正三（1961論）名古屋大学元教授、鶴岡工業高等専門学校元校長。化学工学。

#### 原子力工学
- 有冨正憲（1970卒72修75博）名誉教授、元内閣官房参与、日本混相流学会元会長。原子力工学。
- 井頭政之（1974卒76修87論）名誉教授。仁科記念賞。原子力工学。
- 井上晃（1961卒）名誉教授。日本機械学会功績賞。原子力工学。
- 今中哲二（1976修）京大助教。熊取六人衆。原子力工学。
- 神田啓治（1966博）京大名誉教授、電力中央研究所名誉研究顧問。原子力工学。国家功労勲章、内閣総理大臣賞。
- 服部禎男（1960修）電力中央研究所名誉特別顧問。バンガード賞。原子力工学。
- 青木成文（1945卒57論）名誉教授、日本伝熱学会元会長、運輸省放射性物質等海上輸送技術顧問会元会長。原子力工学。
- 藤田玲子（1979修82博）内閣府革新的研究開発推進プログラムプログラム・マネージャー。女性初の日本原子力学会会長。原子力工学。
- 堀順一（2001博）京都大学教授。原子力工学。
- 奈良林直（1976卒78修91博）北大名誉教授。元東芝原子力技術研究所主査、電力・産業システム技術開発センター主幹。日本保全学会元会長。原子炉工学、原子力推進宇宙船。
- 澤田哲生（1996論）東工大助教。日本原子力学会社会環境部会第1回優秀活動賞。原子炉工学。

#### 鉱山学・資源工学
- 奥野正幸（1980修）金沢大学名誉教授、鉱物学者、地球科学者
- 柏木孝夫（1970卒）名誉教授、低炭素投資促進機構理事長。資源工学。
- 内山洋司（1976卒78修81博）筑波大学名誉教授、元エネルギー・資源学会会長。総合工学。

#### 冶金学・金属工学
- 永田和宏（1969卒75博）東工大名誉教授。鉄冶金学。金属工学。文部科学大臣表彰。
- 加藤雅治（1973卒75修78博）名誉教授、日本金属学会元会長、日本鉄鋼協会元会長、日本製鉄顧問。金属工学。
- 小島陽（1966卒76論）長岡技術科学大学元学長、軽金属学会元副会長。軽金属学会賞。金属工学。
- 森勉（1957卒65論）名誉教授、元マンチェスター大学教授。金属工学。
- 染野檀（1944卒60論）名誉教授。鶴岡工業高等専門学校元校長。金属工学。
- 鈴木朝夫（1955卒69論）名誉教授、高知工科大学元副学長、日本金属学会元会長、高知県公安委員会元委員長。

#### 材料科学
- 有賀克彦（1985卒87修90論）東大教授。材料工学。日本化学会賞。
- 宇田川重和（1952卒教）名誉教授。日本セラミックス協会元会長、日本粘土学会元会長、第15期日本学術会議会員。セメント協会論文賞。
- 山口周（1983博）東大名誉教授、固体イオニクス学会元会長。材料化学。
- 松尾陽太郎（1971博）名誉教授。耐火物技術協会元副会長。材料工学。
- 永原肇（1978卒01論）旭化成元先端エネルギー材料開発センター長、触媒学会元会長。シクロヘキセン製造技術を開発。紫綬褒章、文部科学大臣表彰科学技術賞。
- 細野秀雄（教）現教授。材料科学。紫綬褒章。
- 三島良直（1973卒75修）学長。日本医療研究開発機構理事長。新エネルギー・産業技術総合開発機構元技術戦略研究センター長。精密工学、材料科学。
- 山内俊吉（1924養39論）元学長、科学技術庁無機材質研究所初代所長、日本セラミックス協会名誉会長。無機材料工学。
- 山本寛（1979修）日本大学教授。電子・電気材料工学。
- 小田原修（1974卒79博）名誉教授、日本マイクログラビティ応用学会元会長。材料工学、宇宙利用工学。
- 新井和吉（1988博）法政大学教授。航空材料工学。
- 水谷惟恭（1970博）名誉教授、東京工業高等専門学校元校長、嘉悦学園元理事長、日本セラミックス協会元副会長。材料工学。
- 石川正道（1983博）元教授、三菱総合研究所先端科学研究所元所長、日本マイクログラビティ応用学会元会長。材料科学。
- 谷口尚（1984修87博）物質・材料研究機構フェロー。日本高圧力学会元会長。材料工学。クラリベイト・アナリティクス引用栄誉賞。
- 中西八郎（1978論）東北大名誉教授。材料工学。
- 中山知信（1988修）物質・材料研究機構グローバル中核部門長。
- 福原実（1980博）岡山理科大学教授。無機材料工学。
- 安田榮一（1966卒71博）名誉教授、日本セラミックス協会元会長、日本学術振興会元炭素材料第117委員長。無機材料工学。
- 鈴木哲也（1985卒87修90博） 慶大教授。材料科学。
- 金井俊孝（1974卒76修86論）出光興産樹脂テクニカルセンター元主幹研究員、京都工芸繊維大学特任教授、プラスチック成形加工学会元会長。フィルム。
- 小山清人（1982論）山形大学元学長、プラスチック成形加工学会元会長、日本レオロジー学会元会長。
- 小山田了三（1964修）元富士大学学長。材料工学。
- 田代仁（1940卒）京大化学研究所元所長、米国セラミックス学会フェロー。ガラス科学。
- 牧島亮男（1971博教）東大名誉教授、北陸先端科学技術大学院大学元副学長、国際セラミックス連盟（ICF）元会長、日本セラミックス協会元会長。
- 齋藤進六 （1960論）元学長、元長岡技術科学大学学長、元日本セラミックス協会会長、紫綬褒章。
- 平野耕輔（1891高工教）元教授・初代窯業研究所長。窯業学。
- 西脇信彦（1967年69修72博）東京農工大学名誉教授、プラスチック成形加工学会元会長。射出成型。
- 杉山和夫（1977修）八戸工業高等専門学校教授。無機材料、触媒化学、プラズマ材料化学。

#### 繊維工学・高分子化学
- 奥居徳昌（1973博）名誉教授。繊維学会賞。
- 河合弘廸（1943卒）京大名誉教授、繊維学会元会長。高分子化学。
- 鞠谷雄士（1977年79修82博）名誉教授、米国繊維学会会長、繊維学会元会長、プラスチック成形加工学会元会長。高分子化学。
- 宮田清藏（1966修69博教）元東京農工大学学長、元カリフォルニア工科大学客員教授、元繊維学会会長、元高分子学会副会長、フランス教育功労章。
- 濱田州博（1982卒84修87博）信州大学元学長、諏訪東京理科大学学長、繊維学会元副会長、高等教育コンソーシアム信州元会長。高分子化学。
- 今岡春樹（1981修89論）奈良女子大学学長、日本繊維製品消費科学会元副会長。奈良県大学連合代表。アパレル科学。
- 清水二郎（1953卒）名誉教授、鶴岡工業高等専門学校元校長、国立工業高等専門学校協会元会長、繊維学会元会長。
- 石川章一（1934卒）名誉教授、繊維学会元会長。化学。
- 前田弘邦（卒）名誉教授、繊維学会元会長。化学。
- 朝倉哲郎（1977博）東京農工大学名誉教授。高分子構造解析学。繊維学会功績賞。
- 飯島俊郎（1950卒61論）名誉教授。実践女子大学元学長。繊維学会元会長。高分子化学。
- 齋藤俊吉（1894高工教）元教授。繊維工業。
- 下村修（1999論）大阪工業大学教授。高分子化学。
- 関隆広（1979卒82修86論）名大名誉教授、高分子学会元筆頭副会長。化学。
- 岩倉義男（1939卒教）元教授、東大元教授、高分子学会元会長。高分子化学。
- 古川英光（1996博）山形大学教授。高分子化学。
- 山崎升（1945卒46修61博教）名誉教授。高分子工学。日本ゴム協会元会長。IRCOメダル受賞。オーエンスレーガー賞。高分子科学功績賞。
- 山本明夫（1959博教） 名誉教授、早大名誉教授、元日本化学会会長。高分子化学会賞、日本化学会賞、紫綬褒章。「山本錯体」の発見者。
- 中濱精一（1963卒65修73論）名誉教授、産業技術総合研究所元高分子基盤技術研究センター長、高分子学会元会長。
- 渡辺順次（1971卒76博教）元教授。高分子化学。文部大臣表彰。
- 戸田不二緒（1963博）名誉教授。職業能力開発総合大学校元校長、高度職業能力開発促進センター元所長。高分子化学。
- 畑敏雄（1940卒62論）名誉教授、群馬大学元学長、日本接着協会元会長。高分子化学。
- 平井智康（2010博）大阪工業大学准教授。高分子化学。
- 木下隆利（1984論）名古屋工業大学学長。日本化学会BCSJ賞。高分子化学。

#### 航空宇宙工学
- 荒井政大（1990卒97博）名大教授。航空宇宙工学。
- 上條謙二郎（1969博）東北大名誉教授。航空宇宙工学。LE-5やLE-7のターボポンプを開発。紫綬褒章。
- 森治（1997卒99修02博教）東大助教。航空宇宙工学。宇宙探査機「IKAROS」のプロジェクトリーダーおよび「はやぶさ」のスーパーバイザー。
- 川瀬成一郎（1972卒75修）防衛大学校教授。工学博士。航空宇宙工学。
- 毛利衛（教）現連携教授、宇宙飛行士、JAXA宇宙環境利用システム本部有人宇宙活動推進室長、日本科学未来館館長、財団法人日本宇宙少年団団長。
- 狼嘉彰（1965修68博教）名誉教授。宇宙開発事業団技術研究本部研究総監。NASAフェロー。航空宇宙工学。国際宇宙航行連盟J.Breakwellメモリアル賞。

#### 生物工学
- 春山哲也（1993博）九州工業大学教授。生体工学。
- 長棟輝行（1975卒77修85論）東大名誉教授。生物工学。
- 平沢敬（1999修02博）准教授。生物工学論文賞。
- 堀克敏（1992修95博）名大教授。化学生物工学。
- 澤田潤一（1992卒）静岡県立大学准教授。生物工学。
- 相澤益男（1971博教）元教授・学長、元国立大学協会会長、元文部科学省大学設置・学校法人審議会会長、総合科学技術会議議員。生命工学。紫綬褒章。
- 原利昭（1979博）新潟大学元副学長、新潟工科大学元副学長。バイオメカニクス。
- 馬渕清資（1973卒）北里大学名誉教授。イグノーベル賞。バイオメカニクス。
- 軽部征夫（1972博教）元教授、東大元教授、東京工科大学学長。バイオニクス。
- 塩入諭（1981卒83修86博）東北大学電気通信研究所所長、日本視覚学会会長。視覚科学。

#### ナノテクノロジー
- 塚原剛彦（2000修03博教）本学科学技術創成研究院先導原子力研究所准教授。マイクロ・ナノテクノロジー。
- 白鳥世明（1989修92博）慶大教授。白鳥ナノテクノロジー。産学官連携功労者表彰文部科学大臣賞。

#### システム工学
- 大佛俊泰（1985卒93論）教授、地理情報システム学会会長。社会システム工学。
- 小林裕之（2001博03論）大阪工業大学教授。システム工学。
- 当麻喜弘（1956卒58修61博）名誉教授。東京電機大学元学長。日本信頼性学会元会長。紫綬褒章。大川出版賞。フォールトトレラントシステム。
- 木嶋恭一（1976修80博）名誉教授、国際システム科学学会元会長、経営情報学会元会長。システム科学。
- 坂平文博（2018博）大阪工業大学准教授。社会システム科学。
- 岩井淳（1992卒）群馬大学教授。意思決定支援システム。
- 橋本昭洋（1972卒74修81博）筑波大学名誉教授。社会システム。
- 児玉竜也（1990卒92修94博）新潟大学教授。水素製造システム。

#### 制御工学
- 香川利春（1974卒86論）名誉教授、SMC取締役、日本フルードパワーシステム学会元会長、日本シミュレーション学会元会長。制御工学。
- 北川能（1970卒73修78博）名誉教授、日本フルードパワーシステム学会元会長。制御工学。フルードパワー。
- 横田眞一（1973卒75修82論）名誉教授、日本フルードパワーシステム学会元会長。
- 金川信康（1987修）日立製作所主幹研究員、日本信頼性学会元会長。
- 守田栄（1967論）日本大学元教授、日本音響学会元会長。騒音制御工学。
- 大山恭弘（1980卒82修85博）東京工科大学学長。制御工学。
- 永島晃（1969卒71修）慶大ハプティクス研究センター副センター長、計測自動制御学会元会長。
- 市川惇信（1953卒55修士58博）名誉教授、国立環境研究所元所長、元人事官、計測自動制御学会元会長。システム科学。
- 原辰次（1974卒76修81論教）東大名誉教授、計測自動制御学会元会長、IFACフェロー、IEEEフェロー。

#### OR
- 佐藤亮（1980卒85博）横国大名誉教授。オペレーションズマネジメント＆ストラテジー学会元会長。
- 森村英典（1951卒）名誉教授。日本オペレーションズ・リサーチ学会元会長。
- 高津信三（1969卒）元専修大学教授。OR。

#### 金融工学
- 加藤康之（1980修）京大教授、野村證券金融工学研究センター長、日本価値創造ERM学会元会長。金融工学。
- 今井潤一（1997博）慶大教授、日本リアルオプション学会会長。金融工学。
- 今野浩（教） 元教授。OR、金融工学。
- 木島正明（1980卒82修85博教）元京大教授。金融工学。応用確率論。日本OR学会フェロー。Ph.D（米国ロチェスター大学）。
- 鈴木賢一（1990卒92修96博）東北大教授。金融工学。

#### 工芸学
- 酒井豊子（1958卒）放送大学名誉教授。服飾学。
- 小川安朗（高工）文化女子大学名誉教授。服飾学。
- 辻村隆俊（2015論）コニカミノルタ技術フェロー、The Society for Information Display（SID）会長。ディスプレイ学。画像工学
- 白井暁彦（2003博）神奈川工科大学准教授。写真工学。

### 医学・歯学・薬学・保健学
- 川畑伊知郎（2009博）東北大准教授。神経科学・薬理学。
- 橋本成広（1979卒）大阪工業大学教授。生体医工学。
- 高久田和夫（1974卒76修85論）東京医科歯科大学名誉教授、日本歯科産業学会副会長。生体医工学。
- 神澤康夫（1935卒）東京医科歯科大学名誉教授、国際歯科研究学会終身会員。
- 中村佳代子（1973卒78博）慶大専任講師、環境省原子力規制委員会委員。放射線医。
- 津谷喜一郎（1972卒）東大特任教授。医療政策。

### 人文学・社会科学

#### 政治学・公共政策
- 永井陽之助（教）元教授。政治学。
- 熊田禎宣（1962卒67博）名誉教授、日本計画行政学会元会長、日本地域学会元会長、資産政策評価学会元会長。
- 源由理子（2009博）明治大学副学長。日本評価学会元副会長。政策評価。
- 坂野達郎（1979卒87博）教授、日本計画行政学会元会長。

#### ジャーナリズム
- 池上彰（教）現東工大リベラルアーツセンター専任教授。ジャーナリスト。
- 西村吉雄（1965卒67修71博）東大元教授。日経エレクトロニクス元編集長。科学ジャーナリスト。
- 山際和久（1972卒）東京工科大学教授。現代科学技術論、ジャーナリズム論。

#### 経済学・ゲーム理論
- 岡田章（1977卒79修82博）一橋大名誉教授、元京大経済研究所所長、元日本経済学会会長。ゲーム理論。中原賞。
- 根本敏則（1976卒78修82博）一橋大名誉教授。元日本計画行政学会会長。交通経済学。
- 清水千弘（1994博）一橋大教授、ブリティッシュコロンビア大学客員教授、くふうカンパニー取締役。経済学。
- 小野善康（1973卒）阪大社会経済研究所長、元内閣府経済社会総合研究所長。社会工学科卒。マクロ経済学。
- 松井啓之（1998論）京大教授、日本シミュレーション＆ゲーミング学会副会長。経済学。
- 松島法明（1996卒98修01博）阪大栄誉教授、公正取引委員会競争政策研究センター所長。日本学士院学術奨励賞、日本学術振興会賞。応用ミクロ経済学。
- 渡辺利夫（教）元教授、拓殖大学学長。開発経済学。
- 矢島鈞次（1993論）名誉教授。経済思想史。
- ラウ・シンイー（1991修）麗澤大学教授。国際経済学。
- 鈴木光男（教）日本のゲーム理論研究の第一人者。
- 金子守（1972卒74修79博）早大教授。ゲーム理論。
- 船木由喜彦（1980卒82修85博）早大教授。ゲーム理論。
- 中山幹夫（1970卒72修83博教）元助手。慶大名誉教授。ゲーム理論。
- 中村健二郎（1970卒72修75博教）元助教授。ゲーム理論、中村ナンバー。
- 武藤滋夫（1973卒88博教）元教授。東北大・東京都立大学元教授。東京理科大学教授、ゲーム理論。

#### 経営学・技術経営
- 平野雅章（1974卒77修82博）早大名誉教授、HEC経営大学院元客員教授、INSEAD元客員教授、経営情報学会元会長。経営学。
- 並木高矣（1938卒）元玉川大学教授。経営学。
- 蜂谷豊彦（1996論98教）一橋大副学長・教授。経営学、会計学。
- 末松千尋（1979卒）京大名誉教授。日本電産元監査役。経営学。
- 遊橋裕泰（2011博）静岡大学教授。経営情報学。
- 三浦新（卒）元玉川大学教授。デミング賞。藍綬褒章。品質管理。
- 神田範明（1974卒79博）成城大学名誉教授、日本品質管理学会元副会長。商品開発論。経営学。
- 木暮正夫（1939卒57論）名誉教授。日本経営工学会元会長、日本品質管理学会元会長。品質管理。
- 鈴木和幸（1979博）電通大名誉教授、日本信頼性学会元会長、日本品質管理学会元会長。デミング賞本賞。経営工学。
- 大山昌彦（1975卒）東京工科大学教授。経営学。
- 上山俊幸（修）千葉商科大学教授、パーソナルコンピュータ利用技術学会副会長。経営学。
- 鳥山正博（2009博）立命館大学経営大学院教授。経営学。
- 髙桑宗右ヱ門（1977修）名大名誉教授、ベトナム国家大学卓越教授、日本情報経営学会元会長。経営工学。
- 宇井徹雄（1981論）大阪工業大学名誉教授、日本経営工学会元会長。経営工学。
- 桐淵勘蔵（1914高工）元武蔵工業大学教授、元日本経営工学会会長。経営工学。
- 今野浩一郎（1971卒）学習院大学教授。経営学。
- 圓川隆夫（1975修）名誉教授、元職業能力開発総合大学校校長。元日本品質管理学会会長。紫綬褒章。経営工学。
- 山田善靖（1971博）東京理科大学名誉教授、経営情報学会元会長。経営システム工学。
- 松田武彦（1962博教）元教授・学長、日本OR学会元会長。経営工学。
- 赤尾洋二（1948卒）元山梨大学教授。デミング賞。経営工学。
- 陳曉紅（1999論）中南大学名誉学部長、湖南工商大学共産党書記、中国工程院院士、中国人民政治協商会議全国委員会委員。経営工学。
- 渡部俊也（1984修94博）東大副学長。技術経営。産学官連携功労者表彰内閣総理大臣賞。
- 飯島淳一（1977卒79修82博88論）名誉教授、経営情報学会元会長。システム科学。
- 石井利江子（2000卒）滋賀大学准教授。宮澤健一賞、森口賞。産業組織論。
- 守口剛（1996博）早大教授。日本商業学会賞奨励賞。マーケティング論。
- 林克彦（1984修）流通科学大学教授。物流論。

#### 哲学
- 鶴見俊輔（教）元助教授（日米安保条約決議に抗議後に辞職）。
- 東浩紀（教）現特任教授（世界文明センター）。現代思想。
- 吉田夏彦（教）元教授。哲学。
- 桑子敏雄（教）現教授。哲学、倫理学、合意形成学、プロジェクトマネジメント論。

#### 教育学
- 西林克彦（1967卒）元宮城教育大学教授。教育心理学。
- 荘島宏二郎（2008論11教）准教授。心理統計学、教育工学、テスト工学。
- 古田貴久（1990卒）群馬大学准教授。教育工学。
- 荒井克弘（1971卒）大学入試センター名誉教授。日本高等教育学会元会長。教育学。
- 室田真男（1986卒91博）教授。教育工学。
- 三田純義（2002博）群馬大学教授、群馬大学教育学部附属中学校校長。教育工学。
- 森下一期（卒）元和光中学校・高等学校校長、元名大助教授。教育学。
- 森田裕介（1999博）早大教授。教育学。
- 清水康敬（1964卒）東工大名誉教授、日本教育工学会元会長。教育工学。
- 赤堀侃司（1969修89論）名誉教授。日本教育情報化振興会名誉会長、日本教育工学会元会長。教育工学。
- 豊福晋平（1995博）国際大学准教授。教育工学。
- 堀田龍也（2009博）東北大教授、日本教育工学会会長、文部科学省参与、中央教育審議会委員。
- 矢野眞和（1968卒）名誉教授、東大元教授、日本高等教育学会元会長。社会工学。

#### 心理学
- 竹村和久（1994博）早稲田大学意思決定研究所所長・教授。心理学。
- 横澤一彦（1989卒91修90論）東大教授。心理学。
- 宮城音弥（教）元教授。心理学。
- 村松陸雄（2002博）武蔵野大学教授、未来の学びと持続可能な開発・発展研究会共同代表。環境心理学。

#### 社会学
- 永井道雄（教）元教授、元文部大臣。教育社会学。
- 海野道郎（1972修73退）東北大名誉教授、学校法人宮城学院理事長、宮城学院女子大学元学長。社会学。
- 橋爪大三郎（教）元教授・世界文明センター副センター長。社会学。
- 今田高俊（1986論教）現教授。社会学。紫綬褒章。
- 佐藤哲也（修）元静岡大学准教授。情報社会学。
- 吉井博明（1966卒）東京経済大学名誉教授。情報社会論。

#### 人類学
- 岩田慶治（教）元教授。文化人類学。
- 関根康正（1975修）関西学院大学教授、日本文化人類学会会長。
- 川喜田二郎（教）元教授。文化人類学、KJ法の開発。
- 竹倉史人（2019博）サントリー学芸賞。宗教人類学。

### 学際領域

#### 環境学
- 岩崎好陽（1968卒）元東京都環境科学研究所応用研究部長、元におい・かおり環境協会会長。
- 原科幸彦（1969卒71修75博教）元教授・研究科長、国際影響評価学会 (IAIA) 元会長、日本計画行政学会元会長。千葉商科大学教授。環境計画・政策学、環境アセスメント、参加と合意形成。
- 川倉慎司（卒）京都情報大学院大学准教授。環境学。
- 大河内博（1991修）早大教授。大気環境学会齋藤潔賞。
- 大久保雅章（1985卒90博）大阪府立大学教授。環境保全学。日本機械学会環境工学部門功績賞。
- 藤江幸一（1980博）千葉大学理事、千葉大学学術研究・イノベーション推進機構長。環境科学会元会長。環境工学。
- 安田八十五（卒）関東学院大学教授。環境政策学。
- 藤井理行（1970卒）国立極地研究所元所長、南極地域観測隊元隊長、日本雪氷学会元会長。氷河気候学。
- 灘岡和夫（1976卒78修86論）名誉教授、日本サンゴ礁学会元副会長。水圏環境学。

#### その他
- 矢向正人（2004論）九州大学教授。音楽学。
- 橋本俊哉（1993博）立教大学教授。観光学。
- 前川喜久雄（2011論）国立国語研究所所長、日本音声学会元会長。言語学。

## 建築
- 滋賀重列（教）元教授・初代建築科長。
- 明石虎雄（1910高工）建築家。日光駅他。
- 川崎鉄三（1912高工）建築家。インペリアルビル、ジャパンエキスプレスビル、昭和ビル他。
- 関根要太郎（1914高工）建築家。旧多摩聖蹟記念館他。
- 本間乙彦（1914高工）建築家。芝川ビルディング他。
- 平林金吾（1916高工）建築家。大阪府庁舎、名古屋市庁舎他。
- 保田与天（1917高工）ゴルフ場設計者、ゴルファー。
- 北尾春道（高工）建築家、数寄屋（茶室）建築学者。
- 狩野春一（1921高工）元教授。日本建築学会大賞。
- 劉敦楨（1921高工）建築史家、中国科学院元委員、中国建築学会元理事長。
- 谷口忠（1921高工）名誉教授、元構造計画研究所顧問。日本建築学会賞大賞。
- 川喜田煉七郎（1924高工）建築家、インテリアデザイナー、新建築工芸学院創設者。
- 谷口吉郎（教）元教授、建築家。帝国劇場他。文化勲章。
- 藤岡通夫（1932卒教）元教授、日本工業大学元学長。建築史、城郭復元。熊本城、和歌山城他。
- 勝田千利（1932卒）元教授、元神奈川大学学長。
- 加藤六美（1934卒教）元教授・学長、元人事官、日本建築学会元会長、国立大学協会元会長。鉄筋コンクリート工学。
- 小林清周（1934卒）建築学者。元大阪工業大学教授。元海軍技師、元建設省技官。
- 坂本鹿名夫（1937卒）建築家。建築綜合計画研究所元社長。朝日町立朝日小学校他。
- 黒田正巳（1938卒）熊本大学元学長。
- 樋口清（1941卒）建築家。元東京大学教授。
- 石田繁之介（1941卒）建築家、建築史学者。元三井不動産顧問。
- 清家清（1943卒教）元教授・工学部長、名誉教授、建築家、日本建築学会元会長。紫綬褒章。
- 小西敏正（1943卒）建築家。宇都宮大学名誉教授。日本建築仕上学会論文賞。
- 亀田泰弘（1944卒87論）建築学者。鹿島建設元取締役技術研究所所長、元神奈川大学教授、日本コンクリート工学協会元会長。
- 堯天義久（1944卒）建築学者。第8代神戸大学学長、第3代大学入試センター所長。
- 白濱謙一（卒）建築家。神奈川大学名誉教授。
- 藤本盛久（1946卒）元教授、元神奈川大学学長。日本建築学会大賞。
- 青木志郎（1948卒）建築学者。名誉教授。日本建築学会元副会長、農村計画学会元会長。
- 三輪正弘（1949卒）建築家。武蔵野美術大学名誉教授、日本インテリアデザイナー協会会長。
- 山田孝一郎（1950卒）福井大学名誉教授、日本建築学会名誉会員。建築学。
- 平井聖（1952卒教）元教授、名誉教授。建築史家、昭和女子大学元学長。NHK大河ドラマ建築考証。
- 篠原一男（1953卒教）元教授、名誉教授、建築家。東工大百年記念館他。紫綬褒章。日本建築学会賞大賞、芸術選奨文部大臣賞。
- 林昌二（1953卒）建築家、日建設計名誉顧問・元副社長。日本建築学会賞。パレスサイドビルディング、三愛ドリームセンター他。
- 林雅子（研）建築家。
- 番匠谷尭二（1953卒）建築家、都市計画家。シリアの都市計画他。
- 森蘊（1953論）造園史。文化財保護委員会技官、東京工業大学講師。
- 戸尾任宏（1954卒）建築家。日本建築学会賞。三重県立熊野古道センター他。
- 内藤昌（1955卒60博）名古屋工業大学名誉教授、元東京工業大学教授、元日本建築学会副会長。日本建築史。
- 茶谷正洋（1956卒教）元教授、建築学者。折り紙建築。
- 増田一眞（1958卒）構造家。松井源吾賞。
- 山下和正（1959卒教）元教授、建築家。日本建築学会賞。フロム・ファーストビル他。
- 伊達美徳（1961卒）建築家。アール・アイ・エー常務。
- 紀谷文樹（1963卒65修71論）建築学者、名誉教授。空気調和・衛生工学会元会長、日本建築設備診断機構名誉会長。
- 三栖邦博（1963卒）建築家。日建設計元社長・会長。BCS賞。
- 仙田満（1964卒教）元教授、名誉教授、建築家、日本建築学会元会長。日本建築学会賞大賞。東京辰巳国際水泳場他。
- 長谷川逸子（研） 建築家。湘南台文化センター他。
- 坂本一成（1966卒68修教）元教授、名誉教授、建築家。日本建築学会賞。HOUSE F、コモンシティ星田他。
- 白澤宏規（1967卒）建築家、東京造形大学教授・元学長。
- 河東義之（1967卒）千葉工業大学教授。近代建築史。
- 辻正矩（1967卒69修83論）建築デザイン学者、大阪工業大学名誉教授、箕面こどもの森学園学園長・代表理事。
- 西和夫（1967博）建築史家。神奈川大学名誉教授。元日本建築史学会会長。日本建築学会賞。
- 佐藤一郎（1968卒）学校法人四国大学理事長。
- 和田章（1968卒）名誉教授、元日本建築学会会長。建築構造学。
- 村田靖夫（卒）建築家。外壁改装作品コンテスト最優秀賞。
- 若山滋（1969卒74博）建築家、名古屋工業大学名誉教授。西尾市岩瀬文庫他。
- 八木幸二（1969卒）建築家、元教授、名誉教授、京都女子大学教授。トヨタ労組カバハウス他。
- 長浜浩明（1971卒）建築家、評論家。
- 藤岡洋保（1973卒75修79博）建築史。東京工業大学教授。日本建築学会賞。
- 緑川光正（1973卒75修79博）建築研究所理事長、北海道大学名誉教授、日本建築学会元副会長。
- 松本直司（1974卒79博）名古屋工業大学教授。日本建築学会奨励賞。建築計画、環境心理。
- 金箱温春（1975卒77修教）現連携教授、構造家、工学院大学特別専任教授、日本建築構造技術者協会元会長。日本建築大賞。京都駅他。
- 野口昌夫（1977卒80修86博95論）建築史家。東京藝術大学名誉教授。アカデミア・デリ・エウテレティ外国会員。
- 本間博文（1977論）建築史家。放送大学名誉教授。
- 木下勇（1978卒）都市計画家。千葉大学教授、国土交通省地域アドバイザー。
- 堀越哲美（1978博）環境デザイナー。元名古屋工業大学副学長、愛知産業大学学長。日本建築学会賞。
- 野口秀世（1980卒）建築家。元久米設計執行役員設計長。日本建築学会賞。北上市文化交流センター さくらホール他。
- 安田幸一（1981卒83修教）現教授、建築家。日本建築学会賞。ポーラ美術館他。
- 八代克彦（1981卒90博）ものつくり大学教授。
- 竹内徹（1982卒84修教） 教授、構造エンジニア。日本建築学会会長。日本建築学会賞。緑が丘1号館レトロフィット他。
- 元結正次郎（1982卒）教授。建築構造。
- 糸長浩司（1982修86博）農村計画学者。日本大学特任教授。
- 坂牛卓（1983卒86修）建築家。東京理科大学教授。
- 内田青蔵（1983博）建築史。神奈川大学教授、日本生活学会元会長。日本建築学会奨励賞。
- 若松均（1985卒）建築家、前橋工科大学教授。日本建築学会作品選奨。Hi-ROOMS明大前A/線路際の長屋他。
- 加茂紀和子（1985卒87修）建築家。名古屋工業大学特任教授。八代の保育園他。
- ベンジャミン・ウォーナー（1985修）建築家。cdi代表取締役。
- 稲葉信子（1985博90論）建築史家。筑波大学名誉教授、日本遺産選定委員長、国際記念物遺跡会議会員。
- 曽我部昌史（1986卒88修）建築家。神奈川大学教授。八代の保育園他。
- 佐々木葉（1986修）環境・土木デザイナー。早稲田大学教授、女性初の土木学会会長、日本学術会議会員。白川橋他。
- 高橋晶子（1986博）建築家。武蔵野美術大学教授。JIA新人賞。
- 竹内昌義（1987卒89修）建築家。 東北芸術工科大学教授。八代の保育園他。
- 西沢大良（1987卒） 建築家。芝浦工業大学教授。JIA新人賞。板橋のハウス。駿府教会他。
- 塚本由晴（1987卒94博）建築家。東京工業大学教授。ウルフ賞芸術部門。ガエハウス他。
- 水沼淑子（1989論）建築史家。関東学院大学名誉教授。
- 河野裕（1990卒）建築家。
- 寺内美紀子（1992修教）建築家。信州大学教授。
- 貝島桃代（1994修00博）建築家。スイス連邦工科大学チューリッヒ校教授。ウルフ賞芸術部門。ガエハウス他。
- 迫慶一郎（1994卒96修）建築家。グッドデザイン賞。北京を中心に活動。
- 矢口哲也（1995修）都市計画家。早稲田大学教授。
- 大成優子（1997卒）建築家。JCDデザイン賞2003大賞。
- 小山光（1998修）建築家。元ザラ・ジャパン店舗開発部長。
- 土井伸朗（1999修）建築家。JCDデザインアワード2011銀賞。
- 武井誠（1999研究生）建築家。日本建築学会賞。区の家他。
- 藤村龍至（2000卒02修）建築家。東京藝術大学准教授、建築雑誌編集委員長。すばる保育園他。
- 長谷川豪（2000卒02修）建築家。ハーバード大学客員教授、UCLA客員教授。森のなかの住宅他。
- 松島潤平（2003卒05修）建築家。グッドデザイン賞。
- 風見正三（2007博）都市計画家、都市デザイナー。宮城大学教授。日本計画行政学会賞。

## 文芸・評論
- 伊藤整（教）元教授（英語）、文芸評論家、小説家、元日本芸術院会員、元日本近代文学館理事長。東京商科大学（現一橋大学）中退。
- 近藤芳美（1938卒）歌人。建築学科卒。文化功労者。
- 葛原繁（卒）歌人。元日新運輸倉庫取締役。読売文学賞。
- 美坂哲男（卒）温泉評論家。
- 宮崎利秀（1942卒）俳人。
- 星野芳郎（1944卒）技術評論家、立命館大学経元教授、内閣技術院元参技官補。電気化学科卒。
- 吉本隆明（1947卒51特）思想家、文芸評論家、詩人。電気化学科卒。
- 北川太一（卒）文芸評論家。高村光太郎記念会事務局長。
- 奥野健男（1947専53卒）文芸評論家、多摩美術大学名誉教授。化学専攻卒。紫綬褒章、芸術選奨文部大臣賞。
- 柴野拓美（1950卒）SF翻訳家、SF作家。星雲賞特別部門、日本SF大賞特別賞。
- 江藤淳（教）元教授（文学）、文芸評論家。慶應義塾大学卒 (1957)。
- かこさとし（1962論）絵本作家、児童文学者。菊池寛賞。
- 吉田和明（博）文芸評論家。大学院社会工学卒。
- 横山信義（卒）小説家、架空戦記作家。
- 後藤秀機（1968修）サイエンスライター。帝京平成大学教授。日本エッセイストクラブ賞。
- 鴻英良（卒）演劇批評家。
- 宮内久男（卒）元岩波書店編集者。産経児童出版文化賞大賞。
- 角田光男（1972卒）ジャーナリスト。元共同通信社記者。
- 高原英理（博）文芸評論家、小説家。群像新人文学賞。大学院社会工学卒。
- 横田一（卒）ジャーナリスト、ノンフィクション作家。ノンフィクション朝日ジャーナル大賞。
- 稲葉なおと（1983卒）紀行作家、写真家。建築学科卒。
- 平田真夫（1983修）SF作家。
- 嶋中潤（修）小説家、日本宇宙フォーラム主任研究員。日本ミステリー文学大賞新人賞。
- 齋藤海仁（修）フリーライター、釣りジャーナリスト。
- 池田雄一（除籍）文芸評論家。東北芸術工科大学准教授。
- 中村幸司（1988卒）NHK解説委員。
- 兵頭二十八（1990修）軍事評論家、元自衛官。大学院社会工学卒。
- 佐藤健太郎（修）フリーライター、元東京大学特任助教。科学ジャーナリスト賞、化学コミュニケーション賞。
- 木本雅彦（1995卒1997修2004博）小説家、ソフトウェアエンジニア。エンターブレインえんため大賞小説部門佳作。情報科学科卒。
- 中村みしん（卒）推理作家。ミステリーズ!新人賞佳作。
- 綾見洋介（修）小説家。『このミステリーがすごい!』大賞隠し玉。
- 浜崎洋介（2010博）文芸批評家。
- 石田夏穂（卒）小説家。すばる文学賞佳作。
- 藤田直哉 （2014博）文芸評論家。日本映画大学准教授。大学院社会工学卒。
- 南原詠（修）ミステリー作家。『このミステリーがすごい!』大賞。

## 美術・音楽
- 佐々紅華（1907高工）作曲家。工業図案科卒。日本への西洋音楽導入を進める。
- 木檜恕一（1908養）工芸家、家具デザイナー。日本家具統制協会元会長。フランス学士院芸術アカデミー栄誉章。
- 各務鑛三（1914養教）ガラス工芸家。カガミクリスタル創業者。日本藝術院賞、ブリュッセル万国博覧会グランプリ。
- 大沢鉦一郎（中退）油彩画家。
- 河井寛次郎（1914高工）陶芸家。窯業科卒。文化勲章辞退、人間国宝辞退。
- 森谷延雄（1915高工）インテリアデザイナー、東京高等工芸学校（現千葉大学）元教授。工業図案科卒。
- 遠山静雄（1915高工）照明家、舞台照明草分け。日本舞台照明家協会初代理事長。河竹賞。
- 濱田庄司（1916高工）陶芸家。窯業科卒。文化勲章、人間国宝。
- 芹沢銈介（1916高工）工芸家。工業図案科卒。文化功労者、人間国宝。
- 木下義謙（1918高工教）洋画家。女子美術大学名誉教授、一水会創立会員。
- 堀野正雄（1927高工）写真家。応用化学科卒。
- 辻常陸（高工）陶芸家。宮内庁御用達。
- 永竹威（高工）陶芸研究家。元佐賀県文化館館長。
- 島岡達三（1941卒）陶芸家。窯業学科卒。人間国宝。
- 村田浩（1967卒）陶芸家。
- 石井勢津子（1970卒）ホログラフィーアーティスト。ニューヨーク市ホロセンターアワード。
- 眞鍋理一郎（卒）作曲家。応用物理学科卒。
- 平井景（卒）ドラマー。
- 新澤健一郎（1991卒）ピアニスト、キーボーディスト、作曲家、編曲家。
- 布川俊樹（卒）ギタリスト、作曲家、編曲家。
- 小川コータ（2009修）シンガーソングライター、作詞家、作曲家、弁理士。
- 河野土洋（卒教）現特任教授（世界文明センター）、作曲家。数学科卒。
- 倉本裕基（卒修）作曲家、ピアニスト。

## スポーツ
- 鈴木龍二（高工）　第2代プロ野球セントラルリーグ会長。野球殿堂表彰。
- 田部辰（卒）　元サッカー日本代表。トクヤマ元取締役。
- 藤平信一（卒）合気道家、心身統一合氣道会長。
- 小林秀一（卒）　プロボクサー。第41代日本ウェルター級王者。地球惑星科学科卒。
- 山田堅太（卒）東京ヴェルディビーチサッカーメンターコーチ。
- 加藤久（2003博）元サッカー日本代表、元京都サンガF.C.監督。
- 古川克樹（修）プロボクサー。
- 宮崎曉（修）元フットサル日本代表。

## マスコミ・芸能
- 芝清之（高工）浪曲研究科、浪曲作家。下町人間庶民文化賞。
- 和田精（1915高工） 音響演出家。窯業科卒。ラジオの神様。文部省芸術祭放送部門文部大臣賞。
- 田中三郎（1920高工）キネマ旬報創刊者。
- 福田晴一（1937高工）映画監督、脚本家。
- 橋本元一（卒）第18代日本放送協会 (NHK) 会長、アジア太平洋放送連合元会長。
- 宇井昇（卒）元中部日本放送（CBC）アナウンサー。
- 渡辺哲（中退）俳優。化学工学科中退。
- 鈴木康博（卒）ミュージシャン、元オフコースメンバー。制御工学科卒。
- 升田尚宏（博）元TBSテレビアナウンサー。
- マリ・クリスティーヌ（1994修）異文化コミュニケーター、タレント、シルク博物館名誉館長。大学院社会工学卒。
- 松井康真（1986卒）テレビ朝日報道局デスク、元アナウンサー。
- 中野雷太（卒）ラジオNIKKEIアナウンサー。生命理工学部生命理学科卒。
- 瀬戸弘司（中退）YouTuber、俳優。YouTube Creator Awards。理学部中退。
- ふくらP（中退）YouTuber、クイズ作家・プレーヤー。ウェブメディア「QuizKnock」所属。理学部中退。
- 星野圭介（卒）NHKアナウンサー。
- 杉嶋亮作（2004修）NHKアナウンサー。
- 山崎丹奈（卒）女優。2009年度ミス東工大グランプリ。
- よだれどり すなお (卒) お笑い芸人。

## 諸分野
- 高井利五郎（高工）台北州立台北工業学校長、香川県立工芸学校長、広島県立職工学校長。
- 由比忠之進（高工）弁理士。
- 金擎天（高工）朝鮮独立運動家、元大日本帝国陸軍騎兵中尉。
- 安永一（高工）囲碁評論家。
- 常葉隆興（高工）日本キリスト改革派教会創立者、東京恩寵教会初代牧師、日本プロテスタント聖書信仰同盟初代実行委員長。
- 石川源晃（1943卒）占星術師、元大日本帝国海軍大尉。科学技術庁長官賞。
- 三井澄雄（1948養）化学教育者。
- 麻井宇介（1953卒）ワイン醸造家、評論家。
- 坂間勇（1957卒59修）駿台予備校元物理講師、茨城大学元助教授。
- 五十嵐正（養）元岩手県教育委員会教育長、元岩手県立総合教育センター所長。
- 池田邦吉（1969卒）予言解読家。建築学科卒。
- 芦ヶ原伸之（1970卒）パズル作家。メンサ名誉会員。ロイド賞。
- 綿貫理明（1970年電気工学科卒）公益財団法人日本心霊科学協会理事、専修大学名誉教授、元専修大学情報科学研究所所長。
- 佐々木豊文（1973卒75修80論）速読脳開発指導者。
- 森田和郎（中退）ゲームプログラマー、元悠紀エンタープライズ代表取締役。
- 氷川竜介（卒）アニメーション研究家。明治大学特任教授、アニメ特撮アーカイブ機構副理事長。
- 河津秋敏（中退）ゲームクリエーター。元スクウェア・エニックス取締役。
- 渡部和実（1981卒）元オウム真理教科学技術省次官。サリンプラントおよびサリン噴霧車を設計・製造。懲役14年。
- 上條吉人（1982卒）精神科医、埼玉医科大学病院教授、北里大学特任教授。
- 桜井進（卒）現フェロー（世界文明センター）、サイエンスナビゲーター。数学科卒。
- 青山公士（1990卒）ゲームクリエイター。
- 藤田麻衣子（1996卒）将棋女流棋士。
- 金田充弘（卒）ゲームミュージックの作曲家。
- 平林俊一（1992卒）WideStudio開発者。日本OSS貢献者賞。
- 横田睦（1995博）お墓博士、全日本墓園協会主任研究員。
- 深町賢一（1996卒）ソフトウェア作家。fml開発者。
- 金子満（1996博）アニメーションプロデューサー。元慶應義塾大学教授。
- 太陽（修）ウェブデザイナー、ミュージシャン。
- 筧裕介（修）デザイナー。イシュープラスデザイン理事長、慶應義塾大学特任教授。日本計画行政学会学会奨励賞、グッドデザイン賞。
- 西尾明（中退）将棋棋士、六段。
- 于田ケリム（2012博）日本ウイグル協会会長。